# Jasenovaci koncentrációs tábor
A jasenovaci koncentrációs tábor egy gyűjtő- és megsemmisítő tábor volt a Független Horvát Állam (NDH) területén, az Una folyó szávai torkolatánál, a bosnyák határ mellett fekvő azonos nevű település határában a második világháború idején. Az Európa tíz legnagyobb koncentrációs táborának egyikét a kormányzó usztasa rezsim hozta létre és működtette, szerbek, zsidók és más etnikai csoportok számára. A tábor gyors ütemben nőtt, és rövid idő alatt Európa harmadik legnagyobb koncentrációs táborává nőtte ki magát.
A tábort 1941 augusztusában hozták létre a Száva és az Una folyók találkozásánál fekvő mocsaras területen, Jasenovac falu közelében, és 1945 áprilisában bontották el. A német náci táboroktól eltérően Jasenovac nem rendelkezett a tömeggyilkosságokhoz szükséges infrastruktúrával, például gázkamrákkal. Emiatt különösen brutális erőszakkal folytatódott itt a gyilkolás. A foglyokat elsősorban késekkel, kalapácsokkal, fejszékkel vagy lelövéssel gyilkolták meg.
Jasenovacon az áldozatok többsége szerb nemzetiségű volt (a szerbek elleni népirtás részeként), de az áldozatok között voltak zsidók (holokauszt), romák (porajmos) és néhány politikai ellenfél is. Jasenovac öt altáborból álló komplexum volt, mely 210 km2-en terült el a Száva és az Una folyó mindkét partján. A legnagyobb tábor a „Ciglana” (téglagyár) tábor volt Jasenovacban, körülbelül 100 km-re délkeletre Zágrábtól. A teljes komplexum magában foglalta az ógradiskai altábort, a Száva folyón túli, gradina donjai gyilkolóhelyeket, öt farmot és az ušticai roma tábort.
A második világháború alatt és óta sok vita és találgatás folyik a jasenovaci koncentrációs táborkomplexum több mint három és fél éves működése során megölt áldozatok számáról. Az elmúlt néhány évtizedben konszenzus alakult ki azon becslések alátámasztására, hogy az usztasa rezsim 1941 és 1945 között mintegy 100 000 embert gyilkolt meg Jasenovacban. 

## Előzmények
Miután a tengelyhatalmak megszállták Jugoszláviát a szélsőséges nacionalista horvát erők 1941. április 10-én kikiáltották a Független Horvát Államot (NDH). Az NDH a mai Horvát Köztársaság és a mai Bosznia-Hercegovina, valamint a mai Szerbiában található Kelet-Szerémség területéből állt. Lényegében egy kvázi olasz-német protektorátus volt, hiszen a tengelyhatalmaknak köszönhette létét, akiknek megszálló erői fennállása alatt fenntartották.

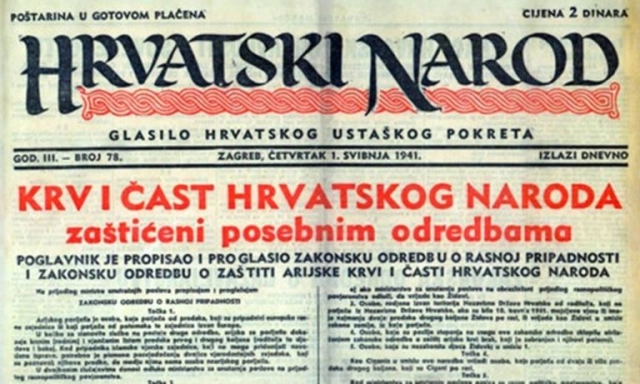
Az usztasák újságja a Hrvatski Narod kihirdeti az NDH faji törvényeit a faji hovatartozásról, az árja vér védelméről és a horvát nép becsületéről.

A háború előtt az Usztasa egy ultranacionalista, fasiszta, rasszista és terrorista szervezet volt, amely a független Horvátországért harcolt. 1932-ben Ante Pavelić usztasa vezető kijelentette: „A kés, a revolver, a géppisztoly és az időzített bomba. Ezek a bálványok, ezek a harangok, amelyek hirdetik a hajnalt és Horvátország független államának feltámadását.” Az usztasa terroristák bombákat robbantottak fel a Jugoszláviába tartó nemzetközi vonatokon. Pavelićet és más usztasa vezetőket a francia bíróságok távollétükben halálra ítélték, mert 1934-ben Marseilleben megszervezték és végrehajtották a jugoszláv király és a francia külügyminiszter meggyilkolását. Az usztasák erősen szerbellenesek és egyben antiszemiták is voltak. 17 alapelvükben kifejtették, hogy akik nem „horvát vérből származnak” (azaz szerbek és zsidók), azoknak nem lesz politikai szerepük a leendő horvát államban. 1936-ban „A horvát kérdés” című művében Pavelić szerb- és antiszemita gyűlöletet szított, és a zsidókat „a horvát nép ellenségének” nevezte.
Az Ante Pavelić által kiadott első rendeletek egy része a náci Németország rasszista ideológiájának átvételét tükrözte. A rezsim gyorsan kiadott egy rendeletet a zsidók tevékenységének korlátozásáról és vagyonuk lefoglalásáról.  Ezeket a törvényeket követte a „nemzet és állam védelméről” szóló 1941. április 17-i rendelet, amely halálbüntetést írt elő hazaárulás vétsége esetén, ha valaki „sérti a horvát nemzet becsületét és létfontosságú érdekeit, vagy veszélyezteti a független Horvát Állam létét.” Mivel ez egy visszamenőleges hatályú törvény volt, azonnal megkezdődtek a letartóztatások és a perek. Ezt hamarosan követte egy rendelet, amely megtiltotta a cirill írás használatát, amely a szerb ortodox egyház rítusainak szerves részét képezte.
1941. április 30-án az Usztasa a náci faji törvények mintájára kihirdette a főbb faji törvényeket, a „faji eredetről szóló törvényi rendeletet”, az „árja vér védelméről és a horvát nép becsületéről szóló törvényi rendeletet” és „az állampolgárságról szóló jogi rendelkezéseket.” Ezek a rendeletek meghatározták, hogy ki a zsidó, és elvették az állampolgársági jogokat minden nem árja, azaz zsidó és roma állampolgártól. 1941. április végére, hónapokkal azelőtt, hogy a nácik hasonló intézkedéseket vezettek be Németországban, az usztasa rezsim elrendelte, hogy minden zsidónak jelvényt, jellemzően sárga Dávid-csillagot kellett viselnie. Az usztasák 1941. október 10-én kihirdették „A zsidók és zsidó társaságok vagyonának államosításáról szóló törvényi rendelkezést”, és ezzel elkoboztak minden zsidó vagyont.
Az usztasák számos más rendeletet hoztak a zsidók, romák és szerbek ellen, amelyek a zsidók és romák elleni népirtás politikájának alapjául szolgáltak, míg a szerbekkel szemben – ahogyan azt egy usztasa vezető, Mile Budak hirdette – az volt a politika, hogy harmadukat meg kell ölni, harmadukat kiutasítani, harmadukat pedig erőszakosan áttéríteni a katolikus vallásra, melyet sok történész népirtásnak is minősít. A rendeletek végrehajtása nemcsak a rendes bírósági rendszeren keresztül történt, hanem új különleges bíróságokon és kiterjesztett illetékességű mozgó hadbíróságokon keresztül is. Szinte azonnal felállították az első koncentrációs táborokat, és 1941 júliusában a kormány megkezdte a jasenovaci koncentrációs tábor felállítását.

### A terror kezdetei
A zsidók elleni akciók már közvetlenül a Független Horvát Állam megalakulása után elkezdődtek. 1941. április 10–11-én az Usztasa letartóztatott egy csoport prominens zágrábi zsidót, és váltságdíj fejében fogva tartotta őket. Április 13-án ugyanezt tették Eszéken is, ahol az Usztasa és a népi német csőcselék lerombolta a zsinagógát és a zsidó temetőt is. Ez a folyamat 1941-ben többször is megismétlődött zsidó csoportokkal. Ezzel egyidejűleg az usztasák kiterjedt antiszemita propagandát indítottak. Az usztasa lapok azt írták, hogy a horvátoknak „bármely más etnikai csoportnál éberebbnek kell lenniük, hogy megvédjék faji tisztaságukat, ... Tisztán kell tartanunk a vérünket a zsidóktól”. Azt is írták, hogy a zsidók az „árulás, csalás, kapzsiság, erkölcstelenség és idegenség” szinonimája, ezért „a horvát nép széles köre mindig is megvetette a zsidókat, és természetes undort érzett velük szemben”.
A szerbek első tömeges meggyilkolására április 30-án került sor, amikor az usztasák Gudovacnál összegyűjtöttek és megöltek 196 szerbet. Hamarosan sok más tömeggyilkosság következett. Alojzije Mišić mostari horvát katolikus püspök így írta le a szerbek tömeges meggyilkolását a háború első hat hónapjában Hercegovina egyetlen kis területén:
| „                | Az embereket úgy fogták el, mint a vadállatokat. Lemészárolták, megölték, élve a mélybe dobták. Gödrökbe dobták a nőket, a gyermekes anyákat, a fiatal nőket, a lányokat és a fiúkat. Mostar alpolgármestere, a muzulmán Baljić nyilvánosan kijelenti, bár tisztviselőként hallgatnia kellene és nem beszélni, hogy csak Ljubinjében 700 „szakadárt” (értsd a szerb ortodox keresztényt) dobtak egy gödörbe. Hat teli vasúti kocsit nőkkel, anyákkal és lányokkal, 10 év alatti gyerekekkel Mostarból és Čapljinából a šurmanci állomásra vittek, ahol kivagonírozták őket, és bevitték a dombok közé. Az anyákat és gyermekeiket élve dobták le a sziklákról. Mindenkit ledobtak és megöltek. A klepci plébánián a környező falvakból 3700 szakadárt öltek meg. Szegény lelkek, nyugodtak voltak. Nem sorolom tovább, túl messzire mennék. Mostar városában több száz embert megkötöztek, a városon kívülre vittek és megöltek, mint az állatokat. | ” |
| – Alojzije Mišić | |   |

### Az első táborok
Április 15-én, mindössze 5 nappal az NDH létrehozása után, az usztasák megalapították az első koncentrációs tábort, a Danicát Kaproncában. 1941 májusában összegyűjtöttek 165 zágrábi zsidó fiatalt, a Makabi zsidó sportklub tagjait, és a Danicába küldték őket (3 kivételével később mindegyiket megölték). A horvát történész, Zdravko Dizdar becslése szerint mintegy 5600 fogoly ment át a Danica táboron, többségük szerb, de zsidók és horvát kommunisták is. A 3358 danicai fogvatartottat Dizdarnak sikerült név szerint nyomon követnie, és megállapította, hogy 2862 személyt, azaz 85%-át később az usztasák gyilkoltak meg a jadovnói és jasenovaci koncentrációs táborban. Az áldozatok túlnyomórészt szerbek voltak, de több száz zsidó és néhány horvát is.
1941 júniusában az Usztasa egy új koncentrációs táborrendszert hozott létre, amely Gospićtól a Velebit-hegységig, és Pag szigetéig terjedt. Az usztasa források azt állítják, hogy 1941 nyarán 28 700 embert küldtek ezekbe a táborokba. Ebből az usztasa nyilvántartások szerint csak 4000 tért vissza, miután az olaszok táborok bezárására és a térségből való kivonulásra kényszerítették az usztasákat, mivel a tömeggyilkosságok erős ellenállást váltottak ki. Így ezekben a táborokban a halálos áldozatok száma körülbelül 24 000, bár egyes források szerint a 40 000-et is elérte. Miután a Velebiten elrothadt holttestek nagy száma miatt a lakosok az ivóvíz szennyeződésére tettek bejelentést, az olaszok orvosokat küldtek kivizsgálásra. Több halottakkal teli gödröt és tömegsírt találtak, amelyekben becslések szerint mintegy 12 000 áldozatot öltek meg. A Slana koncentrációs táborban Pag szigetén felástak egy tömegsírt, közel 800 holttesttel, akiknek fele nő és gyerek volt. A legfiatalabb gyermek mindössze öt hónapos volt. Az áldozatok többsége szerb volt, de volt köztük 2-3 ezer zsidó is. Így az usztasák a kelet-európai náci Einsatzgruppékkal nagyjából egy időben kezdték meg a zsidók tömeges leölését, mindezt hónapokkal azelőtt, hogy a nácik megkezdték a németországi zsidók tömeges legyilkolását.

### A német befolyás
1941. április 10-én a náci Németország és a fasiszta Olaszország támogatásával megalakult a Független Horvát Állam, amely a támogatóihoz hasonló faji és politikai doktrínákat tett magáévá. Jasenovac ugyan hozzájárult a „zsidókérdés” náci ún. „végső megoldásához”, valamint a romák meggyilkolásához és a politikai ellenfelek felszámolásához, de az usztasák számára a legfontosabb célja az államukon belüli szerbek elpusztítása volt. Jasenovac a Független Horvát Állam német megszállási övezetében volt. A nácik bátorították az usztasa zsidó- és romaellenes akcióit, és támogatták a szerb nép szándékos kiirtását is. Hamarosan a nácik világossá is tették a népirtással kapcsolatos céljaikat. Hitler 1941. július 21-i, Slavko Kvaternikkel lefolytatott találkozóján a következőket mondta:
| „              | A zsidók az emberiség veszedelmei. Ha a zsidóknak megengedik, hogy úgy tegyenek, ahogyan a szovjet mennyországban megengedik nekik, akkor teljesítik a legőrültebb terveiket. Így Oroszország lett a világ betegségeinek központja... ha bármilyen okból egy nemzet elviseli akár egyetlen zsidó család létezését is, az a család végül egy új összeesküvés központjává válik. Ha nincs több zsidó Európában, akkor semmi sem fogja megakadályozni az európai nemzetek egyesülését... az ilyen emberek nem integrálhatók a társadalmi rendbe vagy egy szervezett nemzetbe. Az egészséges társadalom testében élősködők, akik a tisztességes emberek kiutasításából élnek. Nem lehet elvárni tőlük, hogy beilleszkedjenek egy rendet és fegyelmet igénylő állapotba. Csak egyet lehet velük tenni: kiirtani őket. Az államnak ez a joga, mert miközben értékes emberek halnak meg a csata frontján, nem kevesebb, mint bűn megkímélni ezeket a szemétládákat. Ki kell utasítani őket, vagy – ha nem jelentenek veszélyt a nyilvánosságra – koncentrációs táborokba kell bebörtönözni, és soha nem szabad kiengedni őket. | ” |
| – Adolf Hitler | |   |

A wannseei konferencián Németország felajánlotta a horvát kormánynak zsidók déli irányú szállítását, de az ajánlat fontossága megkérdőjeleződött, mivel „a zsidókérdés végső megoldásának elfogadása irreleváns lett, mert a probléma kulcsfontosságú aspektusai ezeknek a kormányoknak a radikális lépései nyomán már megoldódtak.” A megsemmisítés módjának meghatározása mellett a nácik gyakran intézték el a fogvatartottak bebörtönzését vagy átszállítását Jasenovacra. Kasche német nagykövet képviselője, Knehe őrnagy 1942. február 6-án meglátogatta a tábort. Ezt követően Kasche ezt jelentette a feletteseinek:
„Luburic százados, a tábor parancsnoka ismertette a tábor építési terveit. Kiderült, hogy ezeket a terveket még száműzetésben készítette, és ezeket a terveket a németországi koncentrációs táborok meglátogatása után módosította.” Kasche a következőket írta: „A Poglavnik arra kéri Bader tábornokot, hogy fogadja el, hogy a jasenovaci tábor nem tudja fogadni a kozarai deportáltakat. Érveit elfogadtam, mivel a tábornak a keleti zsidók deportálásának problémáját is meg kell oldania. Turina miniszter deportálhatja a zsidókat Jasenovacba.” 
Az elsődleges helyszín, ahonnan a zsidókat Auschwitzba szállították Ógradiska volt, de Kashe levele kifejezetten a „Ciglana” altáborra vonatkozik. A dokumentumokban a „Jasenovac” kifejezés a komplexum egészére, vagy ha egy adott táborra, akkor a III. számú táborra vonatkozik, amely 1941 novembere óta a főtábor volt. A jasenovaci szerbek kiirtását Paul Bader tábornok indította el, és elrendelte, hogy a menekülteket Jasenovacba szállítsák. Bár Jasenovacot bővítették, a tisztviselőknek azt mondták, hogy „a jasenovaci koncentrációs és munkatáborban nem lehet végtelen számú fogoly”. Nem sokkal ezután újból feltámadt a német gyanú, hogy az usztasák jobban foglalkoztak a szerbek, mint a zsidók kiirtásával, és hogy az olasz és a katolikus nyomás eltántorítja az usztasákat a zsidók meggyilkolásától. Ekkor a nácik újra megvizsgálták a zsidók Auschwitzba szállításának lehetőségét, nem csak azért, mert ott könnyebb volt a gyilkolás, hanem azért is, mert az áldozatoktól megtermelt hasznot német kézben lehetett tartani, nem pedig a horvátokra vagy az olaszokra hagyni. Jasenovac helyett csak egy hely maradt, ahova a nem deportálható zsidókat internálták.
Jól illusztrálja ezt az a jelentés is, amelyet Hans Helm küldött Adolf Eichmannnak, amelyben az áll, hogy a zsidókat először Ógradiskában gyűjtik össze, mielőtt „kényszermunkára” alkalmaznák őket az usztasa táborokban. Csak Jasenovac és Ógradiska „nem deportálható”. A nácik még 1944 júniusában, a Vöröskereszt delegációjának látogatása után is érdeklődtek a táborban maradt zsidók iránt. Kasche ezt írta: „Schmidlin különös érdeklődést mutatott a zsidók iránt. ... Luburic azt mondta nekem, hogy Schmidlin azt mondta neki, hogy a zsidókkal a legkiválóbb módon kell bánni, és túl kell élniük, bármi történjék is. ... Luburic azt gyanította, hogy Schmidlin angol ügynök, ezért megakadályozott minden érintkezést közte és a zsidók között." A zsidók koncentrációs táborokba deportálásáért Hans Helm volt a felelős, akit 1946 decemberében más SS- és Gestapo-tisztviselőkkel együtt Belgrádban bíróság elé állították, és akasztás általi halálra ítéltek August Meysznerrel, Wilhelm Fuchsszal, Josef Hahnnal, Ludwig Teichmannal, Josef Eckerttel, Ernst Weimannal, Richard Kasererrel és Friedrich Poltéval együtt.

## A tábor felállítása és működése

A jasenovaci táborok elhelyezkedése

A jadovnói koncentrációs tábor volt az első tábor, amelyet az usztasák megsemmisítésre használtak. A Jadovno 1941 májusától működött, de ugyanazon év augusztusában bezárták, ami egybeesett a jasenovaci tábornak ugyanabban a hónapban történt megnyitásával. A jasenovaci komplexum 1941 augusztusa és 1942 februárja között épült. Az első két tábort, Krapjét és Bročicét 1941 novemberében zárták be. Így a háború végéig három újabb tábor működött: Ciglana (Jasenovac III), Kožara (Jasenovac IV), és Ógradiska (Jasenovac V).

A jasenovaci főtábor térképe

### A táborparancsnokság
A jasenovac parancsnoki lánc tetején Ante Pavelić, az Usztasa vezetője állt, aki aláírta a náci típusú faji törvényeket, és vezette a zsidók, szerbek és romák elleni népirtásokat. Jasenovac fogvatartottja, Ante Ciliga azt mondta, hogy „A Jasenovac Ante Pavelić eredeti „balkáni” alkotása volt. Hitler táborai csak… a kiinduló alapokat adták.” Pavelić az UNS-re (Usztasa Felügyeleti Szolgálat) bízta a táborokban történő tömeggyilkosságok megszervezését, és ennek élére közeli munkatársát, Slavko Kvaternik fiát, Dido Kvaterniket állította. Giuseppe Masucci, a Vatikán NDH-s diplomáciai képviseletének titkára Kvaterniket tartotta a legrosszabbnak usztasák között, amikor megjegyezte, semmit sem jelentett számára, hogy a horvát zsidók „300 000 abortuszt, nemi erőszakot és fiatal lányok megrontását szenvedték el.” A szerbek és mások elleni usztasa-terror, amelynek Jasenovac volt a csúcspontja, széles körű partizán ellenállást váltott ki. A németek 1942 októberében nyomást gyakoroltak Pavelićre, hogy távolítsa el és száműzze Dido Kvaterniket. Kvaternik később Pavelićet okolta az usztasák bűneiért, azt állítva, hogy csak végrehajtotta Pavelić parancsait.
A tábort az UNS (Ustaška nadzorna služba), az NDH különleges rendőri egységének III. osztálya építette, irányította és felügyelte. A fő Jasenovac parancsnokok között a következők voltak:
- Vjekoslav "Maks" Luburić. Miután visszatért a száműzetésből, Luburić 1941. május–júliusban több száz szerb civil lemészárlását vezényelte Likában, kirobbantva ezzel a szerb felkelést.[54][55][56] Ezután az Usztasa Felügyeleti Szolgálat III. Osztályának vezetőjévé léptették elő, amely az összes NDH koncentrációs tábort felügyelte. 1941 szeptemberében Németországba utazott, hogy tanulmányozza az SS koncentrációs táborait,[57][58] és ezeket modellként használja Jasenovac számára. Egy német memorandum Luburićot „neurotikus, kóros személyiségként” írta le.[59] A kožarai offenzívát követően, amelyben Luburić csapatai szerb civileket mészároltak le,[60][61] az usztasák pedig tízezreket zártak börtönbe Jasenovacban, 450 deportált szerb fiút „örökbe fogadott”, fekete usztasa egyenruhába öltöztette őket, és elnevezte őket „kis janicsárok”nak[62] (az oszmánok módszere volt, hogy a balkáni keresztény családokból származó fiúkat janicsárokként besorozták az oszmán hadseregbe). Luburić kísérlete azonban nem vált be, a fiúk váltak usztasává, a legtöbben Jasenovacban haltak meg alultápláltság és betegségek következtében.[62]

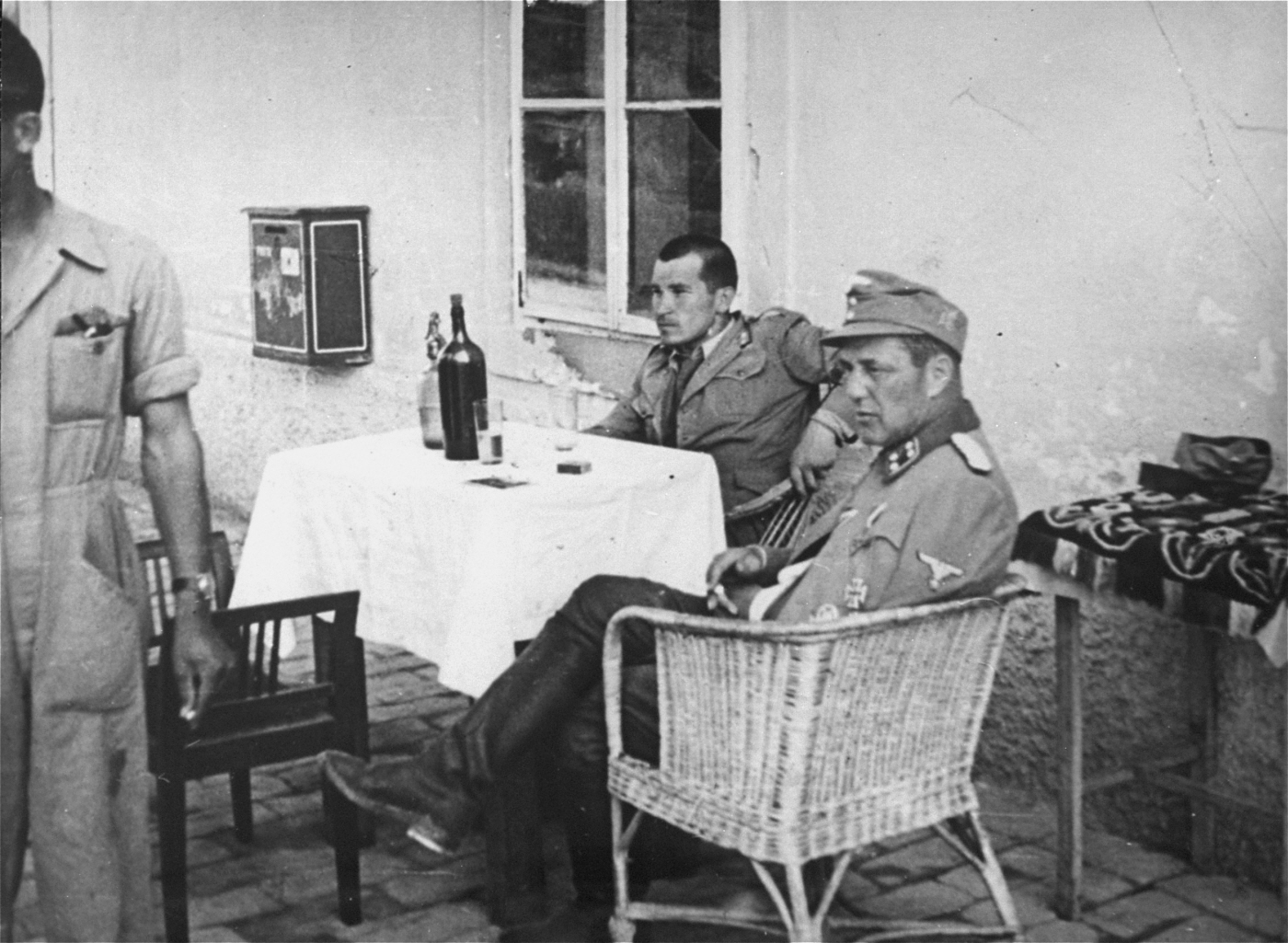
Maks Luburić táborparancsnok az ógradiskai táborban

- Ljubo Milošt 1941 októberében nevezték ki Jasenovac parancsnokává. Vladimir Maček horvát politikus, akit az usztasák Jasenovacban bebörtönöztek, később azt írta, hogy megkérdezte Miloštól, hogy „fél-e Isten büntetésétől” a Jasenovacban elkövetett atrocitások miatt. Miloš így válaszolt: „Tudom, hogy a pokolban fogok égni azért, amit tettem. De Horvátországért fogok égni.”[63][64] Sok jasenovaci fogvatartott vallott Miloš bűneiről, beleértve azt, hogy orvosnak adta ki magát, majd késsel, a toroktól gyomorig felvágta a fogvatartottakat.[65]  Miután a közeli szerb falvak lemészárlásában és kifosztásában ő vezette a jasenovaci őröket, Milošt német követelésre bíróság elé állították és börtönbe került,[66] de Luburić közbenjárására hamarosan elengedték.
- Miroslav Filipović. Filipovićot Luburić vitte Jasenovacra, miután a németek bebörtönözték, amiért 1942 februárjában Banja Luka közelében usztasa káplánként részt vett 2300 szerb civil tömeges lemészárlásában, beleértve egy egész osztály iskolás gyerek meggyilkolását is. Filipović személyesen vágta el egy iskoláslány torkát.[67] 1942 májusában a Jasenovac III, majd októberben az ógradiskai tábor parancsnokává emelkedett.[68] Mivel ferences volt, a fogvatartottak „sátán testvérnek” nevezték, és azt vallották, hogy személyesen ölt meg számos foglyot, köztük gyerekeket.[69] Míg Ljubo Miloš Filipovićot hibáztatta a tömeggyilkosságok elrendeléséért, Filipović viszont Luburićot hibáztatta, aki elmondása szerint arra utasította, hogy „a szerbeket könyörtelenül ki kell irtani”, magát pusztán engedelmes végrehajtónak adva ki.[70]

A tábort különböző időpontokban irányították még Ivica Matković, Ante Vrban és Dinko Šakić. A tábor parancsnoksága usztasa zászlóaljakat, rendőri egységeket, horvát katonai egységeket, boszniai muszlimokból, valamint németekből és magyarokból álló segédcsapatokat is igénybe vett. Az usztasák Jasenovacba internáltak, kínoztak és végeztek ki férfiakat, nőket és gyerekeket. A legtöbb áldozat szerb volt, de az áldozatok között voltak zsidók, romák, valamint néhány velük ellenséges horvát és boszniai muszlim (azaz partizánok vagy szimpatizánsaik, akiket az Usztasa a „kommunisták” kategóriába sorolt).
A táborba érkezéskor a foglyokat a náci koncentrációs tábor jelvényeihez hasonlóan színekkel jelölték meg: a szerbeknek kék, a kommunistáknak (nem szerb ellenállók) piros volt a jelzése, míg a romáknak nem volt jele. Ezt a gyakorlatot később felhagyták. A legtöbb áldozatot a tábor közelében lévő kivégzési helyszíneken ölték meg: Granikban, Gradinában és más helyeken. Az életben maradtak többnyire a nélkülözhetetlen szakmákban jártasak (orvosok, gyógyszerészek, villanyszerelők, cipészek, ötvösök stb.), és a jasenovaci műhelyekben dolgozók voltak.

### A fogvatartottak

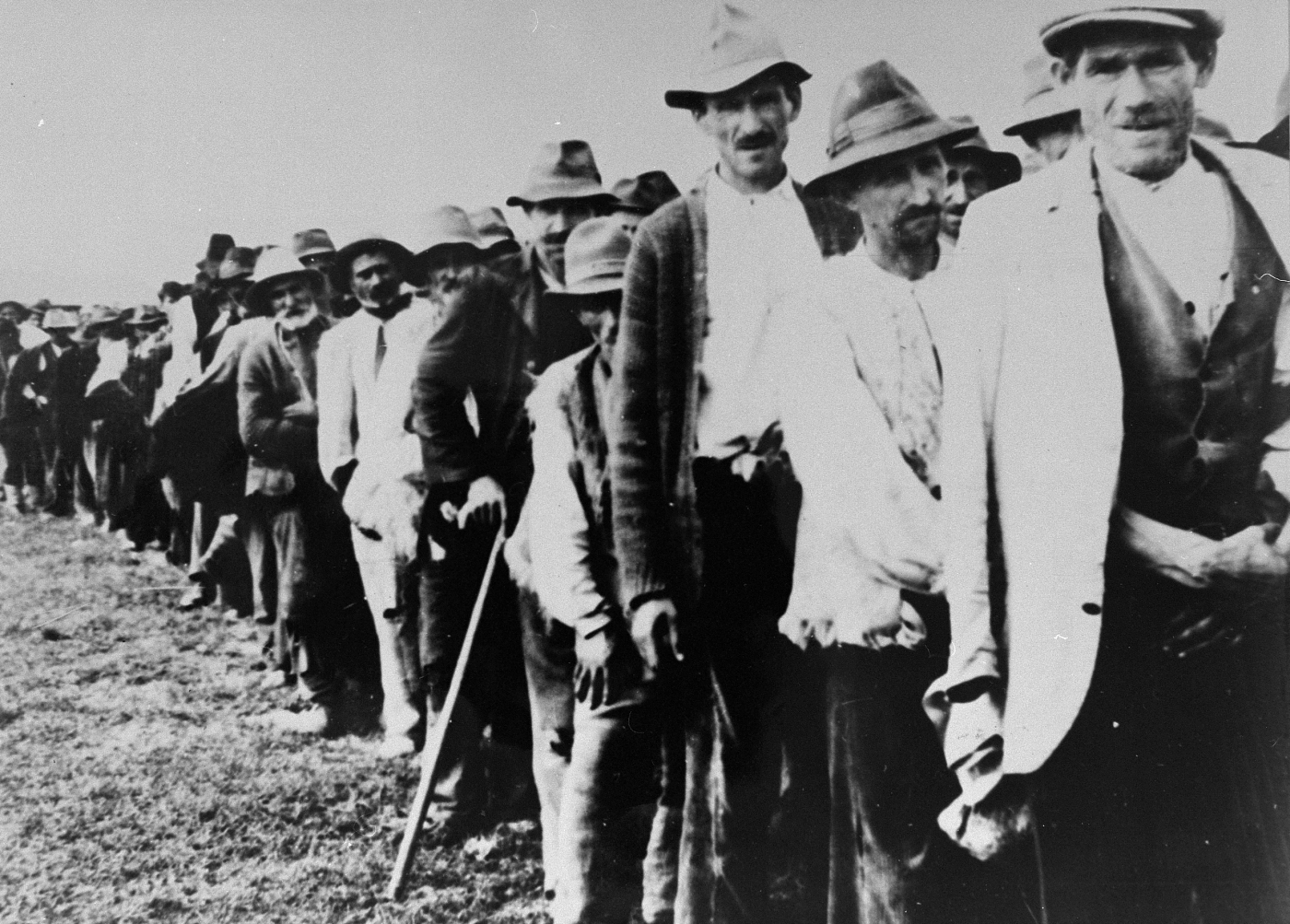
Deportált szerbek és cigányok útban a tábor felé

Jasenovacban a fogvatartottak többségét szerbek tették ki. A szerbeket általában a jasenovaci koncentrációs táborba vitték, miután nem voltak hajlandók áttérni a katolikus hitre. Az NDH körül számos településen figyelmeztető plakátok hirdették, hogy minden szerbet, aki nem tér át a katolikus hitre, koncentrációs táborba deportálják. Az usztasa rezsimnek a szerbek tömeges meggyilkolására irányuló politikája népirtásnak minősült.
A Jasenovaci Emlékhely áldozatainak listáján több mint 56%-ot tesz ki a szerbek száma (45 923 a 80 914-ből). Egyes esetekben a fogvatartottakat, miután kinyilvánították szerb etnikai hovatartozásukat, azonnal megölték. Legtöbbször ezt volt bebörtönzésük egyetlen oka. A szerbeket túlnyomórészt a Kozara régióból hozták, ahol az usztasák elfoglalták a partizánok által korábban birtokolt területeket. A németek ugyan nem voltak közvetlenül jelen a jasenovaci koncentrációs táborban, de részt vettek a partizánháború sújtotta területekről lezajlott tisztogatási akciók utáni internálásban, különösen a kozarai offenzíva idején, emellett fogvatartottakat is vittek kényszermunkára Németországba és más táborokba a megszállt Európában. Ezeket általában ítélet nélkül hozták a táborba, és szinte azonnali kivégzésre szánták.
Jasenovac áldozatainak csupán a második legnagyobb kategóriáját alkották a náci népirtás elsődleges célpontjai, a zsidók. A zsidó áldozatok száma bizonytalan, de körülbelül 8000-től a 37 000 fős horvátországi zsidó lakosság közel kétharmadáig (ami körülbelül 25 000-et jelent) terjed a számuk. A legtöbb zsidó kivégzése Jasenovacban 1942 augusztusa előtt történt. Ezt követően az NDH Auschwitzba deportálta őket. Általában, miután Zágrábban, Bosznia-Hercegovinából pedig Szarajevóban gyűjtötték össze őket Horvátország minden részéből küldtek zsidókat Jasenovacra. Néhányukat egyes kisebb városokból közvetlenül szállítottak Jasenovacra.
A jasenovaci cigányok romákból és szintókból álltak, akiket Bosznia különböző területein, különösen a Kozara régióban fogtak el. Jasenovacba szállították, és a III-C körzetbe vitték őket, ahol a táplálkozás, a vízellátás, a menedék és az egészségügyi feltételek mind a tábor saját, borzasztóan alacsony normái alatt voltak. A meggyilkolt romák számát 20 000 és 50 000 közé becsülik.

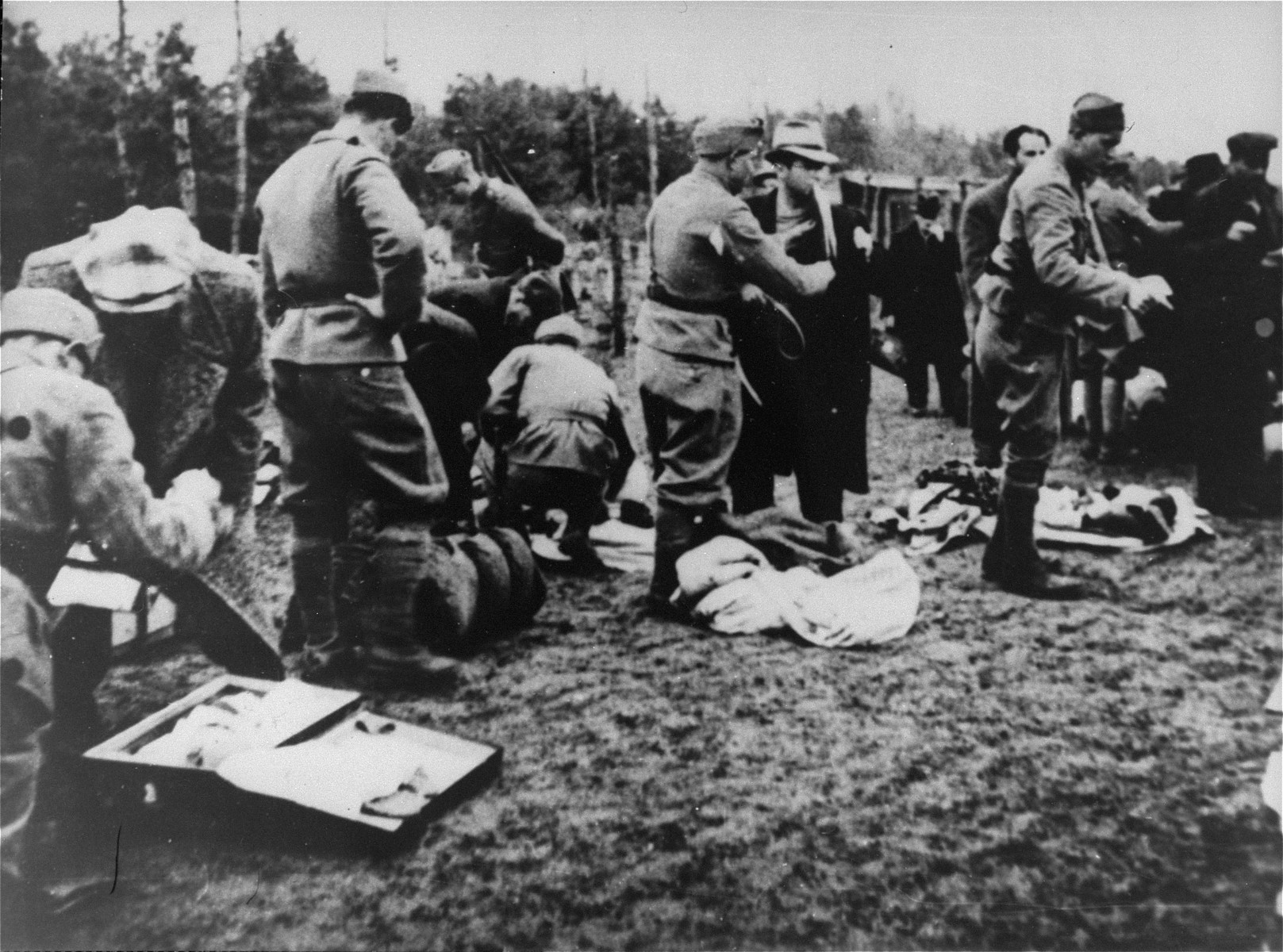
A rabokat a bejáratnál megfosztják személyes tárgyaiktól

Az antifasiszták az usztasa rezsim különféle politikai és ideológiai ellenfeleiből álltak. Általánosságban elmondható, hogy bánásmódjuk hasonló volt a többi elítélthez, bár az ismert kommunistákat azonnal kivégezték. Az elítélt usztasákat vagy a rendfenntartó erőkhöz tartozó tisztviselőket, illetve más, az usztasákhoz közel állókat, például horvát parasztokat előnyös feltételekkel tartották fogva, és bizonyos ideig tartó szolgálat után általában amnesztiában részesültek. A betiltott Horvát Parasztpárt vezetőjét, Vladko Mačeket 1941 októbere és 1942 márciusa között Jasenovacon tartották fogva, majd szigorú házi őrizetben tartották. A második világháború idején a fasiszta államok között egyedülállóan volt egy kifejezetten gyerekeknek szánt tábor a szintén Jasenovachoz tartozó Sziszekben. Jasenovacon becslések szerint körülbelül 20 000 szerb, zsidó és roma gyermek pusztult el.
A Jasenovac emlékhelyen felsorolt 83 145 megnevezett áldozat több mint fele nő (23 474) és 14 év alatti gyermek (20 101). A legtöbbet a Jasenovaci táborkomplexum ógradiskai táborában tartották, amelyet kifejezetten nők és gyermekek számára terveztek. A kapcsolódó táborokat Jablanacban és Mlakában alakították ki, míg a gyerekeket más táborokban is tartottak, mint Sziszekben és Jasztrebarszkában. A táborokban lévő gyerekek közül sokan a német-usztasa Kozara-hadművelet során elfogott több tízezer szerb civil közé tartoztak, amely után sokak szüleit kényszermunkára küldték Németországba, míg a gyerekeket elválasztották a szülőktől és táborokba elhelyezték. Emellett az NDH-ban csaknem az összes megölt roma nőt és gyermeket, valamint több ezer zsidó nőt és gyermeket, valamint a megölt horvát holokauszt-áldozatok kétharmadát Jasenovacon gyilkolták meg. Giordana Friedländer, az egyik női fogoly, így írja le, hogy milyen szörnyű körülmények között tartották a gyerekeket:
„Amikor beléptem a szobába, volt mit néznem. Az egyik gyerek székletben, a többi vizeletben feküdt egymáson. Odaléptem az egyik lányhoz azzal a szándékkal, hogy kiemeljem a piszokból, mire mosolyogva nézett rám. Már halott volt. Egy 10 éves kisfiú teljesen meztelenül a fal mellett állt, mert nem tudott leülni. Kilógott belőle a legyekkel borított bél.” 
Később a tábor parancsnoka, Ante Vrban elrendelte a helyiség lezárását, és egy maszkkal az arcán Zyklon-B gázt vezetett a szobába, megölve a gyerekeket. A tárgyaláson Ante Vrban elismerte ezeket a gyilkosságokat.

### Életfeltételek
A tábor életkörülményei a náci haláltáborokra jellemző szigorról tanúskodtak: csekély étrend, siralmas szállás és az őrök kegyetlen bánásmódja. Mint sok táborban, a küldöttségek – például az 1942 februárjában idelátogatott sajtóküldöttség és a Vöröskereszt küldöttsége 1944 júniusában – látogatásai során ideiglenesen javultak a körülmények, de a delegációk távozása után visszatértek a régi viszonyok.
- Szisztematikus éhezés: Ismét a haláltáborokra jellemző, hogy a jasenovaci foglyok étrendje nem volt elegendő az élet fenntartásához. A Bročice táborban a rabok reggelire keményítős forró vízből készült „levest”, ebédre és vacsorára babot kaptak. A III. számú táborban az étel kezdetben jobb volt, bab helyett burgonyát tartalmazott; 1941 januárjában azonban az étrendet napi egyetlen adag híg „répalevesre” változtatták, amely gyakran forró víz volt, két vagy három káposztalevéllel az edényben. Az év végére az étrend ismét megváltozott, és napi 3 adag vízből és keményítőből készült híg zabkása volt.[93] A rettenetes éhség csillapítására az emberek füvet és leveleket ettek, de ezeket nagyon nehéz volt megemészteni. Különleges csemegeként a foglyok egy döglött kutyát ettek meg, és voltak „scatophagiás esetek is, amikor a fogvatartottak eltávolították az emésztetlen babot és hasonlókat a székletből a latrinában”.[94] Az emberek már 1941 októberében kezdtek éhen halni.
- Víz: Jasenovac egy szempontból még súlyosabb volt, mint a legtöbb haláltábor: az ivóvíz általános hiánya. A foglyokat arra kényszerítették, hogy a Száva folyóból igyanak vizet.
- Elhelyezés: Az első táborokban (Bročice és Krapje) a fogvatartottak a szokásos koncentrációs tábori barakkban aludtak, három emeletes ágyakkal. Télen ezek a barakkok a tetejükön és a falaik résein keresztül szabadon engedték be az esőt és a havat. A foglyoknak sokszor bokáig érő vízen kellett átgázolniuk. A meghalt elítélteket gyakran néhány napig is bent hagyták a barakkban, mielőtt elvitték őket. A mintegy 3000 embert befogadó III. számú táborban a fogvatartottak kezdetben a műhelyek padlásán, egy vasúti „alagútnak” kijelölt nyitott raktárban, vagy egyszerűen a szabadban aludtak. Röviddel később nyolc barakkot emeltek.[95] Hatban a fogvatartottak aludtak, míg a másik kettőt „klinikaként” és „kórházként” használták, ahová a beteg fogvatartottakat küldték meghalni vagy kivégezni.[96]
- Kényszermunka: Mint minden koncentrációs táborban, a jasenovaci fogvatartottakat is naponta mintegy 11 órányi kemény munka elvégzésére kényszerítették fogvatartóik szigorú ellenőrzése alatt, akik a legapróbb ok miatt is kivégezhatték a rabot.[97] A munkaügyi szekciót Dominik "Hinko" Piccili (vagy Pičili) és Tihomir Kordić felügyelte. Piccili személyesen verte ostorral a fogvatartottakat, hogy keményebb munkára kényszerítse őket.[98] A „munkaerőt” 16 csoportra osztotta, köztük építőipari, téglagyári, fémműves, mezőgazdasági stb. csoportokat alakított ki.[99] A rabok a kemény munkától elpusztultak. A Ciglanában végzett munka nehéz volt. Kovácsmunkát is végeztek, mivel a fogvatartottak késeket és egyéb fegyvereket kovácsoltak az usztasák számára, de mégis a gátépítési munkáktól féltek leginkább.
- Higiénés körülmények: A táboron belül sivárság és higiénia hiánya uralkodott: rendetlenség, vér, hányás és bomló testek töltötték be a barakkot, amelyek tele volt kártevőkkel és a gyakran túlcsorduló latrina vödör bűzével. A kitettség miatt. az elemekhez képest a fogvatartottak egészségkárosodást szenvedtek, ami tífusz, hastífusz, malária, mellhártyagyulladás, influenza, vérhas és diftériajárványokhoz vezetett. A munkaszünetekben a fogvatartottaknak nyílt latrináknál kellett könnyíteniük magukat, amelyek nyílt terepen ásott nagy gödrökből és felettük elhelyezett deszkákból álltak. Az elgyengült fogvatartottak nemegyszer a latrinákba estek, és gyakran meg is haltak. Az usztasák ezt még azzal is elősegítették, hogy leválasztották a deszkákat, vagy egyszerűen fizikailag belefullasztották őket. Amikor a gödör áradások és esőzések idején túlcsordult, tartalmát szándékosan abba a tóba engedték bele, ahonnan a fogvatartottak ivóvizet vettek. A fogvatartott rongyai és takarói, csakúgy, mint a barakkok falai túl vékonyak voltak ahhoz, hogy megakadályozzák a fagy hatását.[100] A ruhákat és a takarókat ritkán és rosszul tisztították, mivel a fogvatartottak csak havonta egyszer moshatták ki őket rövid ideig a tó vizében,[101] kivéve télen, amikor volt idő, hogy a tó befagyott. Egy raktárban egy higiéniai berendezést állítottak fel, ahol a ruhák nem voltak kellőképpen kifőzve.
- Személyes javak hiánya: A fogvatartottakat megfosztották holmijuktól és személyes öltözéküktől. Fogvatartottakként csak rongyos, börtönből származó ruházatot kaptak. Télen a fogvatartottak vékony „esőkabátot” kaptak, és könnyű szandált készíthettek. A fogvatartottak egy személyes edényt kaptak, amelybe az a 0,4 liter „leves” fért, amivel etették őket. Azok a fogvatartottak, akiknek hiányzott a tálkája (pl.: egy másik fogvatartott ellopta), nem kapnak élelmet. A küldöttségek látogatásai során a fogvatartottak kétszer akkora tálakat kaptak kanalakkal.

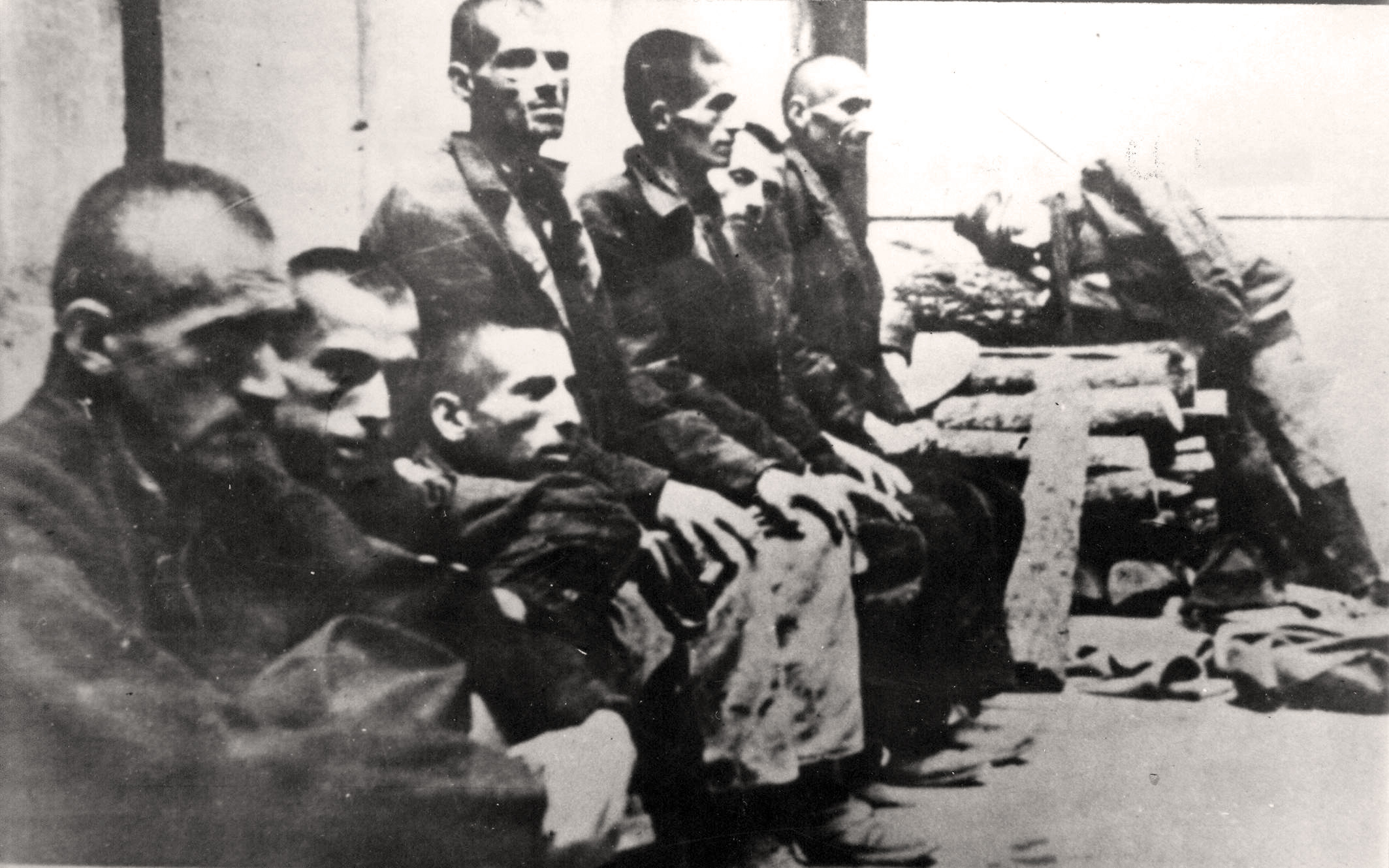
Szerb foglyok Jasenovacban 1942-ben

- Szorongás: A halálfélelem, valamint az a paradox helyzet, hogy az élők a halottak mellett laktak, nagy hatással volt az internáltakra. Egy elítélt koncentrációs táborban eltöltött életét alapvetően optimálisan három szakaszban lehet szemlélni: a táborba érkezés, a bentlakás és a szabadulás. Az első szakasz a táborba szállítás nehézségei által okozott sokkból állt. Az usztasák ezt a sokkot azzal fokozták, hogy érkezéskor számos fogvatartottat meggyilkoltak, és az újonnan érkezőket ideiglenesen raktárban, padláson, a vasúti alagútban és a szabadban helyezték el.[102] Miután a fogvatartottak megismerkedtek a tábor életével, a második és legkritikusabb szakaszba léptek: át kell élniük a halál gyötrelmét, a bánatot, a nehézségeket és a bántalmazást. A halál veszélye a legszembetűnőbb a nyilvános büntetések alkalmával vagy a válogatásokon volt, amikor a fogvatartottakat csoportokba rendezték, és véletlenszerűen jelölték ki azokat az egyéneket, akik a többiek előtt kaptak halálbüntetést. Az usztasák ezt azzal fokozták, hogy elnyújtották a folyamatot, körbejártak és kérdéseket tettek fel, nézték a fogvatartottakat, kiválasztották őket, majd meggondolták magukat és egy másikra mutattak rá.[103][104] Fogvatartott emberek aktív vagy passzív módon reagáltak az usztasa bűncselekményekre. Az aktívak ellenállási mozgalmakat és csoportokat alakítottak, élelmiszereket loptak, szökéseket és lázadásokat terveztek, kapcsolatba léptek a külvilággal.[105] Valamennyi fogvatartott szenvedett el bizonyos mértékű lelki traumát: rögeszmés gondolatok az ételről, paranoia, téveszmék, álmodozások, önkontroll hiánya. Néhány fogvatartott az atrocitások dokumentálására tett kísérletekkel reagált, mint a túlélők közül Ilija Ivanović,  Nikola Nikolić és Đuro Schwartz, akik mindannyian megpróbálták megjegyezni, sőt meg is írták az eseményeket, dátumokat és részleteket. Az ilyen tettek veszélyesek voltak, mivel az írást halállal büntették, és a dátumok követése rendkívül nehéz volt. Schwartz elmondta, hogy egy apát és három fiát ölték meg írás miatt. Ő maga apró betűkkel írta emlékeit egy papírra, és elrejtette a cipőjébe.

### Tömeggyilkosság és kegyetlenség
A horvát antikommunista emigráns Ante Ciliga, akit az usztasák egy évig Jasenovacban tartottak fogva, Jasenovacot egy hatalmas gyilkológépezetnek írta le, amelynek fő célja, akárcsak Auschwitzé, a „megsemmisítés”, bár „Jasenovac primitív kegyetlenségei ettől is megkülönböztették. Ez a balkáni Auschwitz volt.” Jaša Almuli, a szerbiai zsidó közösség egykori elnöke szerint Jasenovac sokkal félelmetesebb koncentrációs tábor volt a brutalitás szempontjából, mint sok német társa, beleértve Auschwitzot is.
1942 késő nyarán a boszniai Kozara régióból, ahol az NDH csapatai a partizánok ellen harcoltak több tízezer szerb falusi lakost deportáltak Jasenovacba. A férfiak többségét Jasenovacon gyilkolták meg, a nőket pedig németországi kényszermunkatáborokba küldték. A gyerekeket meggyilkolták, vagy katolikus árvaházak között osztották szét. A túlélők vallomásai szerint a gyerekeknek kialakított speciális táborban katolikus apácák gyilkoltak gyerekeket a felügyeleti idejük alatt úgy, hogy a lábuknál fogva a fejüket a falhoz csapták; de ezeket az állításokat nem lehetett ellenőrizni vagy igazolni.
1942. augusztus 29-én éjszaka a börtönőrök fogadásokat kötöttek egymás között, hogy ki tudja a legtöbb rabot lemészárolni. Az egyik őr, Petar Brzica azzal dicsekedett, hogy körülbelül 1360 újonnan érkezőnek vágta el a torkát. A további résztvevők, akik bevallották, hogy részt vettek a fogadásban, között volt Ante Zrinušić-Sipka, aki mintegy 600 rabot ölt meg, és Mile Friganović, aki részletes és egyértelmű jelentést adott az esetről. Friganović elismerte, hogy mintegy 1100 rabot ölt meg. Konkrétan elmesélte egy Vukasin Mandrapa nevű öregember kínzását. Megpróbálta rákényszeríteni a férfit, hogy áldja meg Ante Pavelićet, amit az öregember nem volt hajlandó megtenni, még azután sem, hogy Friganović minden egyes elutasítás után levágta a fülét és az orrát. Végül kivágta az öreg szemét, kitépte a szívét, és elvágta a torkát. Ennek az esetnek dr. Nikolić a szemtanúja volt.

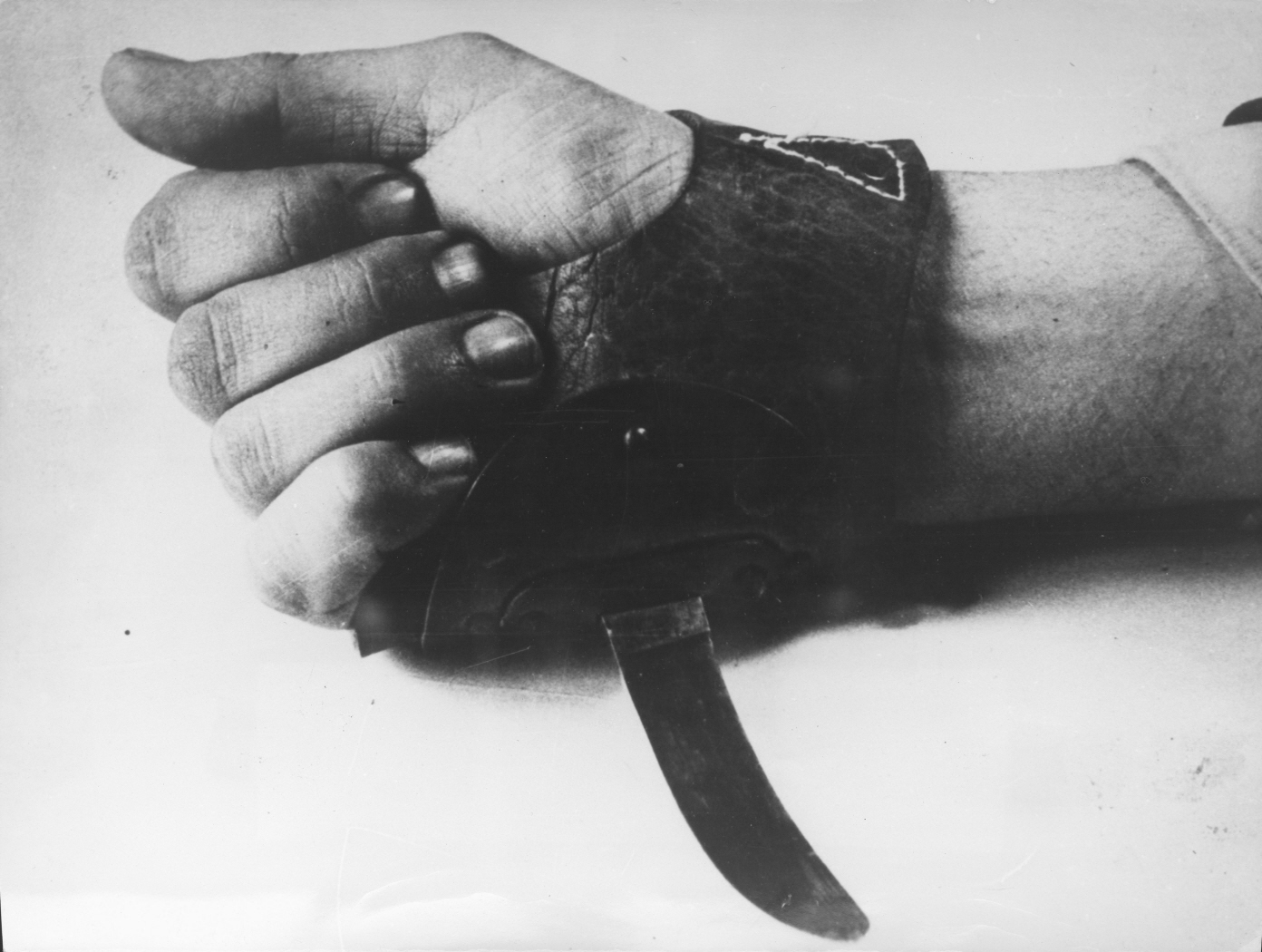
A hírhedt „srbosjek”, eredetileg mezőgazdasági szerszám, az usztasák kedvelt gyilkos eszköze

Az usztasák egy „srbosjek” („szerb-vágó”) késsel mészárolták le a rabokat. Ez eredetileg egy aratókés volt, amelyet a második világháború előtt és alatt a Solingen-Widdertből származó Gebrüder Gräfrath német gyár „Gräwiso” márkanéven gyártott. A kés felső része amolyan kesztyűként bőrből készült, amelyet úgy terveztek, hogy a hüvelykujj áthaladjon a lyukon, így lefelé csak a penge állt ki a kézből. A penge egy ívelt, 12 centiméter hosszú kés volt, melynek éle a homorú oldalán volt. A kést hajlított ovális rézlemezre, míg a lemezt vastag bőr csuklópántra erősítették. Mezőgazdasági célja az volt, hogy lehetővé tegye a mezei munkásoknak, hogy cséplés előtt könnyedén felvághassák a búzakévéket. A kesztyűszerű kiképzés a sérülésektől való védelmet és a munkasebességet szolgálta.

### A foglyok szisztematikus kiirtása
A szórványos gyilkosságok és a rossz életkörülmények miatti halálesetek mellett sok Jasenovacba érkező rabot szisztematikus megsemmisítésre jelöltek ki. A kiválasztás fontos kritériuma volt a fogoly várható fogva tartásának időtartama. Erős, munkaképes, három évnél rövidebb börtönbüntetésre ítélt férfiak életben maradhattak. Minden határozatlan vagy három éves, illetve annál hosszabb börtönbüntetéssel rendelkező fogvatartottat fizikai alkalmasságuktól függetlenül azonnali kivégzésre jelöltek ki.
A szisztematikus irtás mind hely, mind forma tekintetében változatos volt. A kivégzések egy része mechanikus, náci módszertant követett, míg másokat kézi úton hajtottak végre. A mechanikus irtási eszközök a következők voltak:
- Hamvasztás: Az Usztasa élő fogvatartottakat, valamint holttesteket is elhamvasztott. Az élőket néha kábítószerrel kábították el, de volt amikor teljesen éberek voltak. Az első hamvasztásra a téglagyári kemencékben került sor 1942 januárjában. Dominik "Hinko" Piccili (vagy Pičili) horvát mérnök tökéletesítette ezt a módszert azzal, hogy a kemence hét kemencekamráját kifinomultabb krematóriummá alakította át.[122][123] Krematóriumokat Gradinában, a Száva folyó túloldalán is építettek, azonban „nincs információ arról, hogy valaha is működésbe léptek volna”.[124] A későbbi tanúvallomások szerint azonban a gradinai krematórium a háború végén, a holttestek exhumálásakor már működőképessé vált.
- Elgázosítás és mérgezés: Az ustasák az Ógradiskára érkező rabok megölésére mérges gázt is megpróbáltak bevetni. Először a Simo Klaić által „zöld Tamásnak” nevezett gázszállító furgonokkal próbálták elgázosítani a Diakovárról érkező nőket és gyerekeket.[125] A módszert később Zyklon-B-vel és kén-dioxiddal ellátott, álló gázkamrákra cserélték.[126][127][128] A jasenovaci koncentrációs tábornak nem volt gázkamrája.[129][130]

A kézi módszerek olyan végrehajtások voltak, amelyeket éles vagy tompa szerszámokkal: kések, fűrészek, kalapácsok stb. végeztek. Ezek a kivégzések különböző helyszíneken történtek:
- Granik: A Granik egy rámpa volt, amelyet a Száván érkezett hajók áruinak kirakodására használtak. 1943–44 telén a mezőgazdasági idénymunkások munkanélkülivé váltak, miközben nagyszámú új internált szállítmány érkezett, és a tengelyhatalmak várható veresége miatt nagy volt az igény a tömeges kivégzésekre. Vjekoslav "Maks" Luburić azt a tervet dolgozta ki, hogy a kikötői darut használják fel akasztófaként, amelyen a nyakukon és a hasukon vágást végrehajtották, majd egy tompa szerszámmal fejbe csapták őket, hogy azután a holttesteket a folyóba dobhassák. A módszert később továbbfejlesztették. A fogvatartottakat egymásnak háttal párokba kötözték, hasukat felvágták, mielőtt élve a folyóba dobták volna őket.[131]

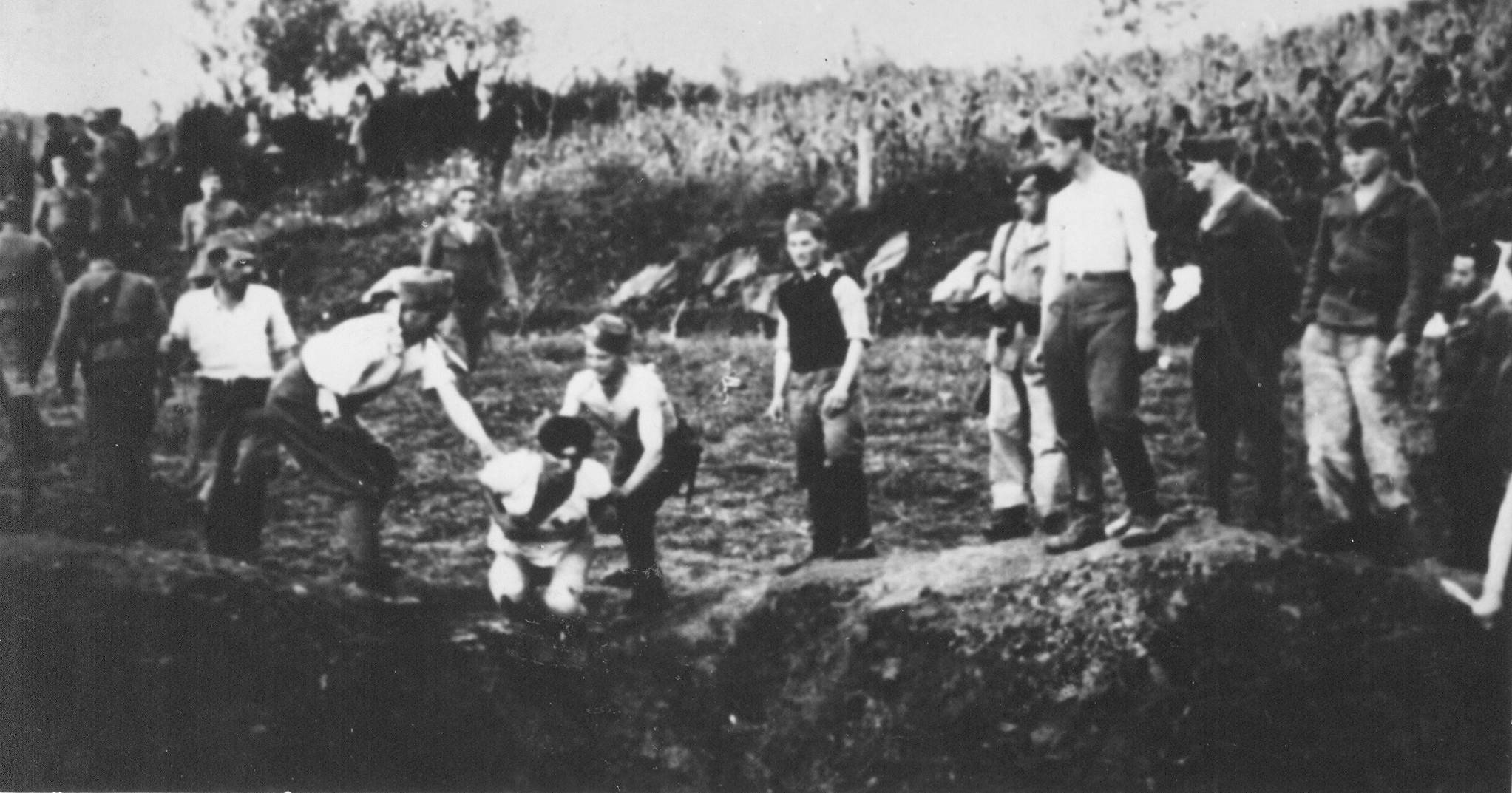
Az usztasa milicia foglyokat végez ki a tábor közelében

- Gradina: Donja Gradina és Uštica falvak környékén fekvő területeket jelöltek ki, ahol szögesdróttal vettek körül egy kivégzésre és tömegsírokra kijelölt területet. Az usztasák késsel ölték meg az áldozatokat, vagy kalapáccsal törték össze a koponyájukat. Amikor a romák megérkeztek a táborba, nem szelekción estek át, hanem a szabad ég alatt a tábor „III-C” néven ismert részében gyűltek össze. Innen vitték őket Gradinába, ahol a férfiak a töltésen, a nők pedig az ušticai kivégzőhelyek közötti kukoricaföldeken dolgoztak. Így Gradina és Uštica roma tömegsírhelyekké váltak. Ezen túlmenően a romák kis csoportjait sírásóként használták fel a gradinai mészárlásban. A kivégzések száma a helyszínen egyre nőtt, mígnem Jasenovacban ez lett a fő kivégzőhely. Gradinában a háború után 105 tömegsírt találtak, amelyek összterülete 10 130 m² volt.[132] Ezen kívül további 22 tömegsírt is találtak, amelyek kiterjedését még nem sikerült megállapítani.[132] Külön, Ušticánál 21 tömegsírt találtak, amelyek alapterülete 1218 m² volt.[133]
- Limani: 1942 eleje előtt, amikor Gradinában megkezdődött a foglyok likvidálása, a legtöbb rabot a Jasenovac III táborban ölték meg. Minden nap elrendelték, hogy a tábor kerítéséhez közel ásott hatalmas lövészárkokban temessék el a holttesteket. Ezen a területen, az úgynevezett Limanin hét tömegsír található, amelyek összterülete 1175 m².[134]
- Međustrugovi és Uskočke erdők: Ezek az ógradiskai foglyok tömeges meggyilkolásának helyszínei. A gyilkosságok főleg 1944-ben történtek. 1946-ban 4 tömegsírból 967 áldozatot (311 férfit, 467 nőt és 189 gyermeket) exhumáltak.[135] A maradványokat később egy közös sírban temették el Ógradiskában, míg az azonosított áldozatokat visszavitték oda, ahonnan származtak, főleg a Szerémség környékére. Körülbelül ezer további áldozatot temettek el Međustrogovi erdőben egyetlen hatalmas tömegsírban.[135]
- Krapje: Amikor 1941 novemberében Krapjét (I. tábor) és Brocice-t (II. tábor) bezárták, az akkor a táborokban tartózkodó 3-4000 fogoly közül csak körülbelül 1500-at szállítottak át az új, III-as Ciglana táborba, a többit megölték.[136] Krapjében három tömegsír található – egy központi tömegsír, egy második tömegsír, amelybe többségében zsidó áldozatokat temettek el, és egy harmadik nagy sír, ahova a zágrábi ZET vállalat kivégzett villamosvezetőit temették el.[137]
- Mlaka és Jablanac: Két helyszín, amelyet gyűjtő- és munkatáborként használtak[138] a III. és V. táborban lévő nők és gyermekek számára, de olyan helyként is szolgáltak, ahol sok itt őrzött nőt és gyermeket, valamint más csoportokat kivégeztek. Mlakában és környékén eddig öt tömegsírt azonosítottak.[139]
- Velika Kustarica: Az állami bizottság szerint 1941 és 1942 telén 50 000 embert öltek meg itt.[140] Bizonyítékok utalnak arra, hogy ekkor és utána is gyilkosságok történtek itt.

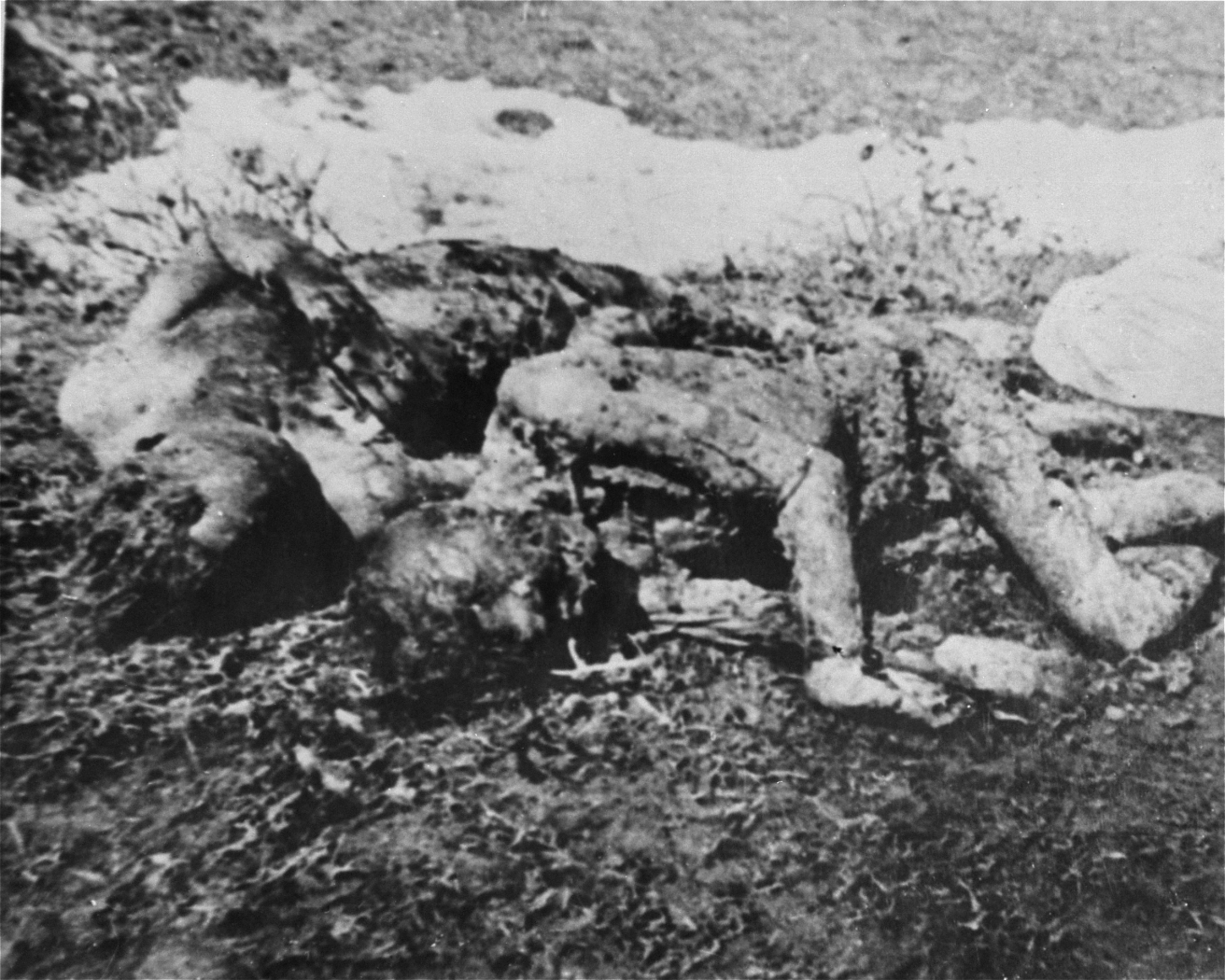
Kivégzett foglyok Jasenovacon

Az usztasák kiterjedt kínzási és gyilkossági módszereket alkalmaztak a fogvatartottak ellen. Többek között, de nem kizárólagosan: forró szegek beszúrása az ujjak körmei alá, testrészek megcsonkítása, beleértve a szemgolyók kitépését, láncok megfeszítése a fej körül, amíg a koponya el nem törött, vagy a szemek ki nem pattantak, só hintése a nyílt sebekbe. A nőknek különösen kimondhatatlan borzalmakkal kellett szembenézniük, beleértve a nemi erőszakot, a mellek levágását, valamint a terhes nők méhének kivágását. Sok ilyen megcsonkított és meggyilkolt holttestet a szomszédos folyóba dobtak. Az usztasák büszkék voltak az általuk elkövetett bűncselekményekre, és még emberi szemből és nyelvből álló nyakláncot is viseltek, amelyet szerb áldozataikból vágtak ki.

### A külső segítség
1942 júliusában Diana Budisavljević egy német tiszt, Albert von Kotzian segítségével írásos engedélyt kapott, hogy elvigye a gyerekeket az ógradiskai koncentrációs táborból. A Szociális Minisztérium – köztük Kamilo Bresler – segítségével sikerült a táborból Zágrábba és más helyekre áthelyezni a gyermekfoglyokat.
A Vöröskeresztet azzal vádolják, hogy nem segítette kellőképpen a náci Európa üldözött népeit. A helyi képviselőt, Julius Schmidlint megkereste a zsidó közösség, aki anyagi segítséget kért. A szervezet segített kiszabadítani a zsidókat a táborokból, sőt a horvát kormánnyal is vitába bocsátkozott a jasenovaci tábor meglátogatásával kapcsolatban. A kívánság végül 1944 júliusában teljesült, a tábort sikerült meglátogatni, de ott semmilyen terhelő bizonyítékot nem találtak. A fogvatartottak ellenállási csoportjait az usztasák közötti kapcsolatok segítették. Az egyik ilyen csoportot, amely a bőrgyárban működött egy usztasa, dr. Marin Jurčev és felesége segítette, akiket később Dinko Šakić utasítására ezért felakasztottak, és kivégeztek minden usztasát is, akit bűnösnek találtak a fogvatartottakkal való összefogásban vagy együttműködésben.

## A tábor bezárása

### A holttestek elégetése
Csakúgy, mint a nácik a Sonderaktion 1005-tel, a háború vége felé az usztasák is megpróbálták megsemmisíteni a jasenovaci bűneik bizonyítékait. A tábor néhány túlélő rabja közül legalább négyen – Miroslav Trautman, Karl Weiss, Walter Grünn és Egon Berger – mind azt vallották, hogy az Usztasa holttesteket ásott ki és égetett el Jasenovacban. Walter Grünn a következőket vallotta: „A táborból az összes olajat és gerendát Gradinába (az egyik fő jasenovaci kivégzőhelyre) vitték. Ezekből a gerendákból máglyákat építettek, amelyekre rádobták a kiásott testeket, majd benzinnel, vagy olajjal leöntve elégették őket.” A jasenovaci tábor parancsnokai, Miroslav Filipović és Ljubo Miloš is megerősítették, hogy az Usztasa parancsot adott a jasenovaci tömegsírok minden bizonyítékának teljes megsemmisítésére, miközben Miloš a folyamatot is leírta: „Erős őrséget állítottak fel a helyszínek körül, majd a táborokból egészséges fogvatartottakat hoztak, akik kiásták a holttesteket, és egy meghatározott helyen egymásra rakták, majd benzinnel vagy olajjal teljesen elégették.”
Ezt a tömeges holttestégetést megerősítette egy háború utáni bizottság, amely szelektív ásatásokat végzett Jasenovacnál, és a legtöbb helyen „hamut és elégetett csontmaradványokat” talált, bár sikerült találni néhány ép tömegsírt is, köztük egy 189 fős tömegsírt. A holttestek többsége összetört koponyával hevert, köztük 51 test 14 év alatti gyermeké volt.

### Az utolsó kivégzések és szökések
1945. április 7-ig mintegy 3500 fogvatartott maradt a táborban. A szarajevói kivonulást követően Maks Luburić sok további elfogott civilt hurcolt magával, akiket azonnal meggyilkoltak. Április 15-én és 16-án, amikor a lepoglavai börtönt kiürítették, az usztasák 1590 rabot küldtek Jasenovacba, ahol mindannyiukat megölték. Április 19-én Luburić parancsot adott a tábor megsemmisítésére. Az usztasák először a megmaradt egészségügyi személyzetet és a betegeket ölték meg, majd sok magasabban képzett munkás következett, akiket addig megkíméltek.
A partizánok közeledtével 1945. április 21-én az usztasák Jasenovacnál megölték a fennmaradó 700-900 nőt. Ezt követően becslések szerint csak 1073 férfi fogoly maradt, akik április 21-ről 22-re virradó éjszaka úgy döntöttek, hogy szökést szerveznek. Április 22-én 600 fogoly lázadt fel, de ezek közül csak 92-nek sikerült megszöknie, míg a többieket megölték. A lázadás napján az usztasák megölték a 460 megmaradt foglyot, akik úgy döntöttek, hogy nem szöknek meg, majd felgyújtották az épületeket, őrházakat, kínzókamrákat, a „Piccili-kemencét”, valamint a tábor összes többi épületét. Májusban a táborba belépve a partizánok csak romokra, koromra, füstre és több száz áldozat csontmaradványára bukkantak.

## Neves jasenovaci foglyok
Néhány azon prominens személyek közül, akiket bebörtönöztek vagy megöltek a jasenovaci koncentrációs táborban:
| - † Josip Abramović, ügyvéd, filantróp és a bródi zsidó önkormányzat elnöke - † Petar Baćović, csetnik vajda - † Ante Bakotić, kommunista, Nemzeti Felszabadító Mozgalom tagja, és a jasenovaci foglyok kitörésének vezetője - † Luka Bakotić csetnik parancsnok - † Pavle Bastajić, jugoszláv forradalmár, kommunista aktivista és hóhér a sztálini tisztogatások idején - † Julia Batino, antifasiszta és feminista - † Jovo Bećir, montenegrói dandártábornok, a jugoszláv hadsereg ezredese - † Stjepan Benceković, kommunista forradalmár, a Nemzeti Felszabadító Mozgalom tagja - † Milo Bošković, orvos, a Nemzeti Felszabadító Mozgalom tagja, Jugoszlávia hőse - † Slavko Brill, horvát szobrászművész - † Mirko Bukovec, munkás és forradalmár, a Horvát Kommunista Párt Központi Bizottságának tagja - † Dragutin Cvijak, ügyvéd, a Makabi Zagreb zsidó sportegyesület első elnöke - † Smail-aga Ćemalović, Mostar város önkormányzatának elnöke, politikai aktivista - † Marijan Čavić, a Nemzeti Felszabadító Mozgalom tagja, Jugoszlávia hőse - † Nada Dimić, a Nemzeti Felszabadító Mozgalom tagja, Jugoszlávia hőse, az első horvátországi partizánkülönítménynek, a sziszekinek a tagja - † Zija Dizdarević, kommunista, író - † Jakov Dugandžić munkás, a Nemzeti Felszabadító Mozgalom tagja, Jugoszlávia hőse - † Pavle Đurišić, csetnik vajda - † Mavro Frankfurter, humanista, vinkovcei rabbi - † Stevan Galogaža, horvátországi szerb író, publicista - † Izidor Gross, horvát sakknagymester, a károlyvárosi zsidó hitközség kántora - † Boris Hanžeković, horvát atléta, ügyvéd, a Nemzeti Felszabadító Mozgalom tagja - † Slavko Hirsch, orvos, az eszéki epidemiológiai intézet alapítója - † Žiga Hirschler, zeneszerző, publicista és a két világháború közötti Zágráb egyik leghíresebb zenekritikusa | - † Daniel Kabiljo, festőművész - † Grgur Karlovčan, pedagógus és író - † Marijan Krajačić, kommunista forradalmár, a spanyol polgárháború résztvevője, a Nemzeti Felszabadító Mozgalom tagja - † Walter Kraus festő- és szobrászművész - † Mirko Lalatović, a jugoszláv királyi hadsereg őrnagya, pilóta, csetnik parancsnok - † Vukašin Mandrapa, klepci földműves, a Szerb Pravoszláv Egyház szentje - † Mihovil Pavlek Miškina, horvát író, politikus, a Horvát Parasztpárt tagja - † Edmund Moster, horvát vállalkozó, iparos és feltaláló - † Leo Müller, horvát vállalkozó, iparos és filantróp - † Zaharije Ostojić, csetnik őrnagy és Kelet-Bosznia csetnik parancsnoka - † Daniel Ozmo, bosznia-hercegovinai festőművész - † Salamon Papo, bosznia-hercegovinai festőművész - † Kiprijan Relić a Vukovár melletti Vera parókusa, szerb pravoszláv szerzetes - † Rod Riffler horvát koreográfus, tánctanár, a zágrábi tánciskola vezetője - † Franjo Rihar, katolikus pap, gornja stubicai plébános - † Ivan Sabljak, a Nemzeti Felszabadító Mozgalom tagja, Jugoszlávia hőse - † Armin Schreiner befolyásos horvát iparos, bankár és zsidó aktivista - † Vlado Singer, horvát politikus, az usztasa mozgalom tagja - † Zlata Šegvić, tanár, kommunista aktivista, a Nemzeti Felszabadító Mozgalom tagja - † Mitar Trifunović Učo, Jugoszláv Királyság munkásmozgalmának egyik legkiemelkedőbb tagja, Jugoszlávia nemzeti hőse - † Simon Ungar, eszéki rabbi - † Oton Vinski, közgazdász, kiemelkedő zágrábi bankár - † Dragiša Vasić, csetnik parancsnok - † Leib Weissenberg, bródi rabbi - † Nikola Zagorac, pravoszláv szerzetes, ličko petrovo seloi parókus | - Antun Barac, horvát történész - Krešimir Baranović, horvát zeneszerző, karmester - Josip Badalić, horvát irodalomtörténész - Milan Bastašić, orvos, epidemiológus, író - Egon Berger, író, a Nemzeti Felszabadító Mozgalom tagja - Emerik Blum, Bosznia-Hercegovina egyik legnagyobb vállalatának, a szarajevói Energoinvestnek az alapítója és első igazgatója - Ante Ciliga, horvát politikus, publicista - Rudolf Crnić, jugoszláv tengerész, író, a Jugoszláv Királyság haditengerészetének kapitánya - Mirko Deanović, horvát taljanista és regényíró, lexikográfus, irodalomtörténész, a Zágrábi Egyetem Filozófiai Karán a román filológia rendes professzora és a kar olasz nyelv és irodalom tanszékének alapítója - Natko Devčić, horvát zeneszerző, zongoraművész, zeneteoretikus és akadémikus - Grgo Gamulin, horvát művészettörténész és egyetemi tanár, a háború utáni horvát művészettörténet megalapítója - Herta Haas, kommunista aktivista, a Nemzeti Felszabadító Mozgalom tagja, Josip Broz Tito egyik felesége - Andrija Hebrang, horvát kommunista, a Nemzeti Felszabadító Mozgalom horvátországi vezetője, a Horvát Kommunista Párt Központi Bizottságának titkára - Olga Hebrang, Andrija Hebrang felesége, a Nemzeti Felszabadító Mozgalom tagja - Mladen Iveković, horvát politikus, diplomata - Ilija Jakovljević, bosznia-hercegovinai horvát író, ügyvéd és újságíró - Marko Kostrenčić, horvát jogász - Vladimir Maček, horvát jogász és politikus, a Horvát Parasztpárt elnöke - Grga Novak, horvát történész, régész és geográfus, a Jugoszláv Tudományos és Művészeti Akadémia elnöke - Stjepan Sekulić, a Nemzeti Felszabadító Mozgalom tagja, Jugoszlávia nemzeti hőse - Zaim Topčić, író és kommunista - Fran Tućan, horvát mineralógus i petrográfus, a Zágrábi Egyetem Természettudományi és Matematikai Karának első dékánja |

A jasenovaci koncentrációs táborban meggyilkoltak † jellel vannak jelölve.

## Az áldozatok száma
A legtöbb mai forrás 100 000 körülire becsüli a jasenovaci koncentrációs tábor áldozatainak számát.  Ivo Goldstein zsidó horvát történész megjegyzi, hogy az áldozatbecsléseket bonyolítja az a tény, hogy az usztasák bűneik eltitkolása érdekében mindent megtettek. Sok áldozatot közvetlenül a kivégzés helyszínére vittek anélkül, hogy a táborban regisztrálták volna. Megsemmisítették a birtokukban lévő regisztrációs aktákat is. Számtalan áldozatot a Száva folyóba dobtak, illetve a krematóriumban a helyszínen elégettek. A bizonyítékokat tovább semmisítették a háború végén a holttestek kiásásával és elégetésével.
A Jasenovaci Emlékhely 83 145 jasenovaci áldozat nevét tartja nyilván (2013 márciusáig), köztük 47 627 szerb, 16 173 roma, 13 116 zsidó, 4 255 horvát, 1 128 boszniai muszlim, és 266 szlovén. A 83 145 megnevezett áldozat közül 20 101 14 év alatti gyermek, 23 474 pedig nő. A lista folyamatosan frissül – 2007-ben még csak 69 842 bejegyzés szerepelt benne. Ivo Goldstein is ugyanezt a hozzávetőleges teljes számot idézi, a 83 811-es áldozatszámmal, miközben hozzáteszi, hogy miközben a kutatás még folyamatban van „a nevek 10-20%-a még mindig hiányzik”.
Az Egyesült Államok Holokauszt Emlékmúzeumának becslése szerint az Usztasa 77 000 – 99 000 embert gyilkolt meg Jasenovacban 1941 és 1945 között, köztük „45 000 és 52 000 között vannak a Független Horvát Állam szerb lakosai, 12 000 és 15 000 000 közötti zsidó, 15 000 és 20 000 közötti roma (cigány), 5 000 és 12 000 közötti a horvát és muszlim, akik a rezsim politikai ellenfelei voltak.” Honlapján az áll, hogy „Jugoszlávia, Horvátország és Jasenovac áldozatainak számának meghatározása rendkívül problematikus, mivel számos releváns dokumentum megsemmisült, a fennmaradt dokumentumok a független tudósok számára hosszú ideig hozzáférhetetlenek voltak, valamint akadályozták a háború utáni partizán történettudomány és újságírás ideológiai megfontolásai is”. Az ideológiai megfontolások sokféle becsléshez vezettek, a durva túlzástól a jasenovaci áldozatok teljes minimalizálásáig és tagadásáig. A második világháború óta a tudósok és a holokauszt intézmények különféle becsléseket készítettek a Jasenovacban meggyilkolt áldozatok számáról, amelyek 1,1 millió és 30 000 között mozognak. Tomislav Dulić történész vitatta a gyakran idézett 700 000-es jasenovaci áldozatszámot, de kijelentette, hogy a becslések szerinti 100 000 áldozat még mindig a második világháború egyik legnagyobb európai táborává teszi Jasenovacot.
A legtöbb tudós 25 000–27 000 roma halálesetről ír, bár a háború előtti és háború utáni kérdések alapján még mindig van némi bizonytalanság a romák népszámlálási nyilvántartásában. Annak ellenére, hogy a történészek nem értenek egyet az áldozatok pontos számával kapcsolatban, kétségtelen, hogy az usztasák a roma közösség szinte egészét megsemmisítették.

### Háborús források
A korabeli jasenovaci dokumentáció a Jugoszláviáért vívott harc különböző harcoló feleitől származik: egyrészt a németektől és az olaszoktól, másrészt a partizánoktól és a szövetségesektől, de vannak olyan források is, amelyek maguknak az usztasáknak és a Vatikánnak a dokumentációjából származnak.
Magas rangú német katonatisztek becslése szerint az usztasák a teljes NDH területén 250 000 (1943 márciusában) és 700 000 közötti szerbet öltek meg. Konkrétan Jasenovac kapcsán, a náci titkosszolgálat, a Sicherheitsdienst Vjekoslav Luburićról, az összes usztasa koncentrációs tábor vezetőjéről szóló jelentésében azt állította, hogy az Usztasa 120 000 embert ölt meg Jasenovacban, 80 000 embert Ógradiskában és 20 000 főt a többi koncentrációs táborban. Von Horstenau tábornok akkor ismertette szemtanúi beszámolóját a táborban haldokló gyerekekről, a jasenovaci őrök által elkövetett mészárlás következményeiről, amikor a közeli Crkveni Bok szerb lakosait a táborba terelték:
„A szerencsétlen helyen fekvő Crkveni Bokon, amely felett mintegy ötszáz 15-20 éves gengszter ereszkedett le egy usztasa alezredes vezetésével, mindenhol embereket öltek meg, nőket erőszakoltak meg, majd halálra kínoztak, és gyerekeket öltek meg. Láttam a Száva folyóban egy fiatal nő holttestét kivájt szemekkel, nemi szervében karóval. Ez a nő legfeljebb húsz éves volt, amikor ezeknek a szörnyeknek a kezébe került. Körös-körül disznók falták fel az eltemetetlen emberi lényeket. A „szerencsésebb” lakosokat félelmetes tehervagonokban szállították; sok ilyen kényszerű "utazó" a táborba szállítás közben felvágta az ereit.”
Maguk az usztasák túlzóbb becsléseket adtak az általuk megölt emberek számáról. Vjekoslav "Maks" Luburić, az összes horvát tábor főparancsnoka egy 1942. október 9-i ünnepségen jelentette be a jasenovaci tábor nagy „hatékonyságát”. Az ezt követő banketten  így számolt be az eredményekről: „Több embert mészároltunk le itt Jasenovacon, mint amennyire az Oszmán Birodalom képes volt Európa megszállása alatt”.
Az usztasa főparancsnokság körlevelében ez áll: „a jasenovaci koncentrációs és munkatábor korlátlan számú internált befogadására alkalmas”. Ugyanebben a szellemben nyilatkozott Filipović-Majstorović, akit egyszer elfogtak a jugoszláv csapatok. Ekkor elismerte, hogy három hónapos kormányzása alatt 20-30 ezer ember halt meg. Amint azonban világossá vált, hogy vallomása kísérlet volt arra, hogy a Jasenovacon elkövetett bűncselekmények arányát a minimálisra csökkentse, azon állítása, miszerint ő maga 100 embert ölt meg, rendkívül alábecsültnek tűnik. Filipović-Majstorović adatait általában átértékelik, így egyes forrásokban a 30 000-40 000-es számot tüntetik fel valószínű adatként. Filipović Jasenovac parancsnoka volt. Az 1942 nyarára-kora őszére vonatkozó tudományos konszenzus az, hogy az usztasák 25 000-27 000 romát irtottak ki, szinte mindet Jasenovacon, miközben más etnikai csoportok tömeges meggyilkolása is folyamatban volt.
A jasenovaci tábor parancsnokai, Miroslav Filipović és Ljubo Miloš mindketten azt vallották, hogy közvetlenül a háború vége előtt az usztasák parancsot adtak a jasenovaci tömegsírok minden bizonyítékának teljes megsemmisítésére, és arra kényszerítették a megmaradt foglyokat, hogy kiássák és elégessék a holttesteket.  Ez hasonló ahhoz, amit a nácik tettek, többek között a sajmištei koncentrációs táborban, a Független Horvátország területén. A jasenovaci holttestek tömeges elégetését külön is tanúsította számos túlélő jasenovaci fogoly, valamint a háború utáni ásatások, amelyek sok helyen csak hamut és elégetett csontmaradványokat találtak.
Jure Paršićot 1942 novemberében Alojzije Stepinac nevezte ki Jasenovac katolikus plébánosává. Bár Paršić rokonszenvezett az Usztasa ügyével, és az áldozatok túlnyomó többsége megölése után érkezett Jasenovacba, mégis úgy becsülte, hogy az usztasák 30 000-40 000 embert gyilkoltak meg Jasenovacban. 1985-ben Németországban írt visszaemlékezésében azt mondja, hogy az egész város tudta, mi történik a táborban, „még a gyerekek is többet tudtak, mint amennyit tudniuk kellene”. Az usztasa őröktől Paršić „sokkal szörnyűbb dolgokról szerzett tudomást, mint gondolta” hozzátéve, hogy kételkedik abban, hogy vannak olyan őrök, akik nem „mocskolták be vérrel a kezüket”. De mivel ezt gyónásban hallotta, Paršić kijelentette, hogy „ezt az információt magával viszi a sírba”.
Jure Paršić azt is megírta, hogy Stepinac érseknek részletesen elmondta, mit tapasztalt Jasenovacon, amire azt mondja, Stepinac „könnyet ejtett”. Miután az Usztasa hét szlovén katolikus papot is megölt Jasenovacban, Stepinac 1943. február 24-én Ante Pavelićnek azt írta, hogy ez „szégyenletes folt és bosszúért kiáltó bűn, ahogyan egész Jasenovac szégyenfolt a Független Horvát Államra nézve”.
1942 júniusában a jó kapcsolatokkal rendelkező katolikus teológus, Augustin Juretić atya ezt írta: „A jasenovaci koncentrációs tábor egy igazi vágóhíd. Nem olvastál sehol – még a GPU vagy a Gestapo alatt sem – olyan borzalmas dolgokat, mint amit az Usztasa elkövetett... Jasenovac története az usztasa rezsim legfeketébb lapja, mert ott emberek ezreit ölték meg.”
A jasenovaci foglyok, Milko Riffer és Egon Berger „több százezer” áldozatról írtak. Đorđe Miliša 1945-ben egy első kézből származó vallomást is közölt. A romákat egyszerre hurcolták be, és egy olyan nyitott, szögesdróttal körülvett területen tartották, ahol a többi rab is láthatta őket, majd néhány hónapon belül mindet meggyilkolták. Úgy tűnik, hogy a roma áldozatok elsődleges forrásból származó becslései eltúlzottak – akár 20 000-re (Riffer, 155. o.) 40 000-re (Miliša 1945, 59–61, 139–42) 45 000-re (Berger 1966, 155. o.) becslik a számukat. Riffer azt is megemlíti, hogy más becslések miért voltak nehezebbek – sok áldozatot még azelőtt megöltek, hogy a táborba beléptek volna, ezért soha nem vették nyilvántartásba őket, ráadásul bűneik eltitkolása érdekében usztasák elégették a tábor iratait.
Az antikommunista, jugoszláv-ellenes politikai száműzött és egykori jasenovaci fogoly, Ante Ciliga Jasenovacot „hatalmas gépezetként” jellemezte, amelynek egyetlen célja, hogy „egyeseket azonnal megöljenek, amint belépnek, másokat pedig csak idővel”. Gradinát jelölte meg a fő gyilkolóhelynek, „a mi Styxünk – aki átkelt a folyón és rálépett Gradinára, az élők közé nem volt visszatérés”. Azt is megállapította, hogy a Jasenovac III C-ben a fogvatartottak várható élettartama két hét volt. Leírta, hogy szemtanúja volt az altáborból megszökni próbált romák tömeges kivégzésének. Ő és más fogvatartottak megjegyezték, hogy Jasenovac 3000-5000 fős volt, és mindenkit bevittek, az ezt meghaladó tábori létszámot pedig folyamatosan megölték. Ciliga és mások kannibalizmust írtak le a táborban, azaz a fogvatartottak megették halott társaikat a rendkívüli éhezés miatt.

### Háború utáni becslések
A háború utáni Jugoszláviában és a később független Horvátországban és Szerbiában a jasenovaci áldozatok számának becslései kezdetben túlzó becslésekkel, majd az áldozatok számának minimalizálásával és az usztasa bűncselekmények tagadásával heves ideológiai harcok tárgyává váltak. A Jasenovacon elkövetett bűncselekmények mértéke oda vezetett, hogy mind szervesen, mind az államilag támogatott propagandán keresztül áldozati paradigmává vált, ami viszont a paradigmának önálló életet adott, amely manipulációk sokaságához vezetett.
A megszálló csapatok és kollaboránsaik bűneinek kivizsgálásával foglalkozó Horvát Nemzeti Bizottság, amelyet Jugoszlávia Josip Broz Tito vezette új kormánya bízott meg, 1945. november 15-iki jelentésében azt állította, hogy Jasenovacon 500 000-600 000 embert gyilkoltak meg. A jelentés azonban jelentős módszertani hiányosságokkal készült, mivel csak túlélők vallomásain és általános közelítéseken alapult.
A megszálló erők és kollaboránsaik bűneinek kivizsgálására létrehozott Horvátországi Állami Bizottság 1946-ban megállapította:
„A történelemben még nem jegyeztek fel egy népnek ilyen előre megfontolt és embertelen kínzását és lemészárlását. Az usztasa bűnözők pontosan német gazdáik mintáját követték, minden parancsukat a legtudatosan hajtották végre, és mindezt egyetlen cél érdekében tették: minél több emberünk kiirtása, és minél nagyobb élettér kialakítása. Az usztasák teljes függése német gazdáiktól, magának a tábornak az alapítása, a „hűtlennek” nyilvánítottak elűzése, Hitler rasszista náci elméleteinek brutális megvalósítása, valamint a fajilag és nemzetileg „tisztátalannak” minősítettek táborokba deportálása és kiirtása, ugyanazok a kínzási és atrocitási módszerek az Usztasa kegyetlenségének kisebb változtatásaival, kemencék építésével és az áldozatok kemencében való elégetésével (a Picilli kemence) – minden bizonyíték arra a következtetésre enged következtetni, hogy mind Jasenovac, mind a benne elkövetett bűncselekmények a német recept alapján történtek, egy német hitleri parancsnak köszönhetően, amelyet szolgáik, az usztasák hajtottak végre. Ezt követően Jasenovac bűneiért a felelősség egyformán a német urakra és az usztasa hóhérokra hárul.”
Israel Gutman és Menachem Shelach kutatók az 1990-es Encyclopedia of the Holocaustban közölték az 1945-ös számokat. Shelach azt írta, hogy körülbelül 300 000 holttestet találtak és exhumáltak. A Simon Wiesenthal Központ Tolerancia Múzeumának weboldala valamikor a 600 000-es számot fogadta el hitelesként. 1964-ben a Jugoszláv Szövetségi Statisztikai Hivatal összeállította a második világháború áldozatainak listáját 597 323 névvel, a hiányzó nevek számát 20-30%-ra becsülték, ami 750 000 és 780 000 áldozatot jelent. A becslések szerint a 200 000 „kollaboráns és quisling” meggyilkolásával együtt a teljes szám elérné az egymilliót. Az iroda listáját 1964-ben államtitokká nyilvánították, és csak 1989-ben tették közzé. A háború utáni a 700 000-es szám a „hagyományos elfogadottságot” tükrözte.
Az 1964-es áldozatszámlálás szerint Jasenovacon 49 874, Ógradiskában 9 587, Gradinában 128 személy, összesen 59 589 ember vesztette életét. A felmérés eredményei jóval alacsonyabb számot mutattak, 59 188 embert öltek meg Jasenovacon, akik közül 33 944-en voltak a szerbek. 1946-ban az Uskočka erdő 4 tömegsírjából az ógradiskai altábor 967 áldozatát exhumálták (311 férfit, 467 nőt és 189 gyermeket). A maradványokat később egy közös sírban temették el Ógradiskában, míg az azonosított áldozatokat visszavitték oda, ahonnan származtak, főként a Szerémségi régióba. Körülbelül ezer további áldozatot temettek el Međustrogovi erdőben egyetlen hatalmas tömegsírban. Ezeket az áldozatokat meztelenül és összegabalyodva dobták a gödörbe, exhumálásuk és azonosításuk pedig a holttestek állapota és helyzete miatt lehetetlen volt.
1961. november 16-án a volt bosanska dubicai partizánokból álló önkormányzati bizottság nem hivatalos vizsgálatot tartott Donja Gradina területén, olyan helyiek vezetésével, akik nem voltak igazságügyi szakértők. A vizsgálat során három tömegsírt tártak fel, és az egyikben 17 emberi koponyát azonosítottak. Ezután tudósokat hívtak a helyszín ellenőrzésére. A legvalószínűbb sírhelyek azonosítására dr. Alojz Šercelj kezdte meg az előzetes próbaásatásokat, majd a holttestek exhumálását és mintavételezési eljárást 1964. június 22. és 27. között végezték el Vida Brodar és Anton Pogačnik a ljubljanai, valamint Srboljub Živanović az újvidéki egyetemről.
Összhangban az usztasa és néhány túlélő rab beszámolóival, amelyek a holttesteknek a háború vége előtti kiásásáról és tömeges elégetéséről szóltak, egyes helyeken a tudósok csak hamut és elégetett csontmaradványokat találtak. Összesen hét tömegsírt tártak fel, amelyekben összesen 284 áldozat holttestét találták, köztük egy tömegsírt 197 holttesttel, akik közül 51 14 év alatti gyermek, 123 pedig nő volt. E holttestek nagy részének, különösen a gyerekeknek koponyája összetört. A tudósok arra a következtetésre jutottak, hogy a teljes Jasenovac komplexumnak körülbelül 200 hasonló helyszíne lehet.
A Jasenovaci Emlékhely adatai szerint a mai napig több mint 160 tömegsírt fedeztek fel, köztük 105 tömegsírt Gradinában, amelyek összterülete 10 130 m². További 22 tömegsírt találtak ugyanezen a helyen, valamint további 21 tömegsírt Ušticában, amely roma és szerb nők, valamint gyermekek táborának helyszíne volt 1218 m² területtel. A limani telepen, a Jasenovac III tábor területén belül hét tömegsír található, összesen 1175 m² területtel. További 3 tömegsír található Krapjében, ahol többnyire zsidó áldozatokat temettek el. A Jablanac és Mlaka lelőhelyeken, ahol többnyire szerb nőket és gyerekeket tartottak fogva és gyilkoltak meg, 5 tömegsírt találtak. További négy tömegsírt tártak fel az Uskočka erdőnél, 947 exhumált holttesttel, és egy nagyobbat Međustrogoviban, mintegy 1000 holttesttel.
A Vojna enciklopedija második kiadása (1972) az Állami Bűnügyi Bizottság adatait közölte, 1943-ig 600 000 áldozat Jasenovacban. 1983 augusztusában Velimir Terzić partizántábornok azt állította, hogy a legfrissebb adatok szerint legalább egymillió szerbet öltek meg Jasenovacnál. Milan D. Miletić (1923–2003) regényíró egymillió áldozatra, vagy többre tippelt. Antun Miletić levéltáros a fogvatartottaktól és a tábori tisztviselőktől, valamint a háborús bűnökkel foglalkozó hivatalos bizottságoktól származó dokumentumanyagok és információk alapján a forrásokból 600–700 000 áldozatra becsült becslést idézte, melyet közül a legtöbb szerb volt.
Az 1970-es évek Jugoszláviában kiadott középiskolai történelemtankönyvek elemzése kimutatta, hogy míg az összes tankönyv körülbelül 1-2 bekezdést szentelt az usztasa-bűncselekményeknek, jelentős különbségek voltak az áldozatok számának becslésében az akkori köztársaságok között. Így az 1970-es évek horvát történelemtankönyve adta a legalacsonyabb becslést a jasenovaci áldozatokról („több ezer ember”), míg a szerb tankönyv „százezrekről”, a bosnyák tankönyv pedig 800 000 áldozatról írt.
Antun Miletić, a belgrádi Katonai Levéltár kutatója 1979-től gyűjtötte az adatokat Jasenovacról. 1999-ig listája 77 200 áldozat nevét tartalmazta, akik közül 41 936 szerb volt. Az 1980-as években Bogoljub Kočović szerb statisztikus és Vladimir Žerjavić horvát közgazdász végzett számításokat, akik azt állították, hogy Jugoszláviában az áldozatok összlétszáma nem éri el az akkori hivatalos becslést, az 1,7 milliót. Mindketten arra a következtetésre jutottak, hogy az áldozatok száma egymillió körül volt. Kočović becslése szerint ebből a számból 370 000–410 000 szerb halt meg a Független Horvátországban, akik közül 45-52 000 halt meg Jasenovacban. Žerjavić becslése szerint 322 000 szerb halt meg az NDH-ban, akik közül 50 000-et Jasenovacban öltek meg. Kočović és Žerjavić becslései szerint összesen 83 000 haláleset történt Jasenovacon. Žerjavić adatai között szerepelnek zsidók, romák, horvátok és boszniai muszlimok, valamint szerbek is. Adatai azt is kimutatták, hogy mintegy 10 000 horvát, 10 000 roma és mások mellett 13 000 zsidó vesztette életét a táborban. Vladimir Žerjavić szerint a megöltek száma körülbelül 85 000 ember, 50 000 szerb, 13 000 zsidó, 10 000 horvát, 10 000 roma és 2 000 muszlim volt.
1985 októberében a Szerb Tudományos és Művészeti Akadémia nyomozóinak egy csoportja Vladimir Dedijer vezetésével Jasenovacra látogatott, melyről jegyzőkönyvet készítettek, amelyben a jegyzőkönyv írója Antun Miletić megemlítette az 1961-es ásatást, de tévesen idézte az ásatások számát. Az áldozatok száma 550 800. Feljegyezték az 1964-es ásatást is, és úgy becsülték, hogy Gradina földje 366 000 áldozat maradványait rejti, további magyarázat nélkül. 1989 novemberében Živanović azt állította a televízióban, hogy kutatásaik több mint 500 000 áldozatot számláltak, és tényleges számuk 700 000-800 000 a reális becslések szerint, mivel minden tömegsírban 800 csontváz található. Vida Brodar ezután kommentálta ezt a kijelentést, és azt mondta, hogy a kutatás soha nem vezetett áldozatszámláláshoz, és hogy ezek a számok Živanović manipulációi, megerősítésként pedig a kutatási napló másolatát hozta fel. Egy horvát történész, Željko Krušelj nyilvánosan bírálta Živanovićot, és csalónak minősítette emiatt.
Az 1980-as években és az 1990-es évek elején számos szerb kiadványban 700 000-1,2 millió áldozatot említenek a Slobodan Milošević politikája részeként a Szerb Tudományos és Művészeti Akadémia (SANU) által kiadott memorandum alapján. Antun Miletić, a belgrádi katonai levéltár igazgatója 1997-ben azt állította, hogy Jasenovac esetében ez a szám 1,1 millió volt, és bírálta Žerjavić kutatásait. Žerjavić másik kritikusa, Milan Bulajić, a Belgrádi Népirtás Áldozatainak Múzeumának volt igazgatója fenntartotta, hogy a számok 700 000 és 1 000 000 között mozognak. Bulajić becsléseit teljes mértékben a túlélők beszámolóira alapozta anélkül, hogy alaposan megvizsgálta volna a számokat, ami oda vezetett, hogy statisztikai valószínűtlenségek mellett szállt síkra. 1997-ben a belgrádi Népirtás Áldozatainak Múzeuma teljes névvel 10 521 zsidó áldozatot azonosított Jasenovacban. A Belgrádi Népirtás Áldozatainak Múzeuma támogatta a tábor áldozatainak 700 000-1 milliós számát, de 2002 óta nem nyilatkozott e tárgyban. Bulajić visszavonulása után Dragan Cvetković, a múzeum kutatója egy horvát társszerzővel együtt könyvet adott ki a háborús veszteségekről, mintegy 100 000 áldozatot említve Jasenovacban.  2013-ban Cvetković az akkori, 88 000 nevet tartalmazó áldozatlistájuk alapján 122 000 és 130 000 közé becsülte a jasenovaci halálos áldozatok számát.
Franjo Tuđman, Horvátország leendő elnöke 1989-es könyvében azt állította, hogy csak 30-40 ezer jasenovaci áldozat van anélkül, hogy elmagyarázta volna, hogyan jutott ezekhez a számokhoz. Azt is állította, hogy „az áldozatok többsége cigány, majd zsidó és szerb volt”, így a szerbek a harmadik helyre kerültek, miközben minden hiteles forrás szerint szerb volt a legtöbb áldozat. A könyvet világszerte sok kritika érte, nemcsak a jasenovaci áldozatok számának csökkentéséért, hanem az usztasa gyilkosok bűnösségének kisebbítéséért is. Tuđman azt állította, hogy Jasenovacot zsidók igazgatták, és hogy a 6 millió zsidó holokauszt-áldozatra vonatkozó becslések túlzóak, illetve hogy a zsidók találták ki az etnikai tisztogatást, miközben a zsidókat népirtással és más gaztettekkel vádolta. David Bruce Macdonald ezt írja: „Ami Tuđman szélsőséges erkölcsi relativizmusából kirajzolódott, az Jasenovac, és valójában az egész holokauszt lényegi jelentéktelensége a világtörténelemben.”
Jugoszlávia felbomlása során a horvát fél nyilvánosan lényegesen kisebb áldozatszámot kezdett sugallni. 1991-ben az új horvát kormány létrehozta a Háborús és Háború utáni Áldozatok Meghatározásának Bizottságát, amely zárójelentésében csak 2238 jasenovaci áldozatot, és csak 293 zsidó áldozatot sorolt fel egész Horvátországban. Később a bizottság vezetője és az Alkotmánybíróság volt bírója, Vukojević azt állította, hogy „a jasenovaci tábort zsidók vezették, az NDH állam csak az őröket biztosította.
1998-ban a Bosnyák Intézet közzétette a szocialista Jugoszlávia utolsó, 1992-es listáját a jasenovaci tábor háborús áldozatairól. A lista 49 602 jasenovaci áldozatot tartalmazott, köztük 26 170 szerb, 8 121 zsidó, 5 900 horvát, 1 471 roma, 787 boszniai muszlim, 6 792 azonosíthatatlan etnikum, és néhányan egyszerűen csak „másokként szerepelnek”.
1998-ban a Horvát Állami Levéltár közleményt adott ki, hogy előkerült a Háborús Bűnügyi Állami Bizottság részleges nyers adatait tartalmazó jegyzetfüzet, ahol a Horvát Népköztársaság területéről származó jasenovaci áldozatok száma 15 792 volt, évszám szerint: 1941-ben 2891, 1942-ben 8935, 1943-ban 676, 1944-ben 2167 és 1945-ben 1123 személy. A jegyzetfüzetet általában hiányosnak minősítették, különösen a jasenovaci feljegyzéseket, de az említett számok az összes többi hitelesnek számítottak. A könyvben említett áldozatok megegyeztek az Állami Bizottság által kiadott többi dokumentumban szereplőkkel.
A Jasenovac Emlékhely, a horvát függetlenségi háború vége óta a horvát kormány által támogatott múzeumi intézmény azóta azt állítja, hogy a jelenlegi kutatások 80 000 és 100 000 közöttire becsülik az áldozatok számát. Horvátországban revizionista erőfeszítések történtek, amelyek nagymértékben minimalizálják, vagy teljes mértékben tagadják a jasenovaci áldozatok számát, hogy zsidók, szerbek és romák tömeges meggyilkolásának helye lett volna, ehelyett azt állítják, hogy Jasenovac puszta „munkatábor” volt, és ezek egy része elnyerte a horvát katolikus egyház, az állami média, valamint néhány politikus támogatását, sőt állami támogatást is kapott.

## Az emlékhely
A második világháború utáni Jugoszláviában a hangsúly nem a polgári áldozatokon, hanem a partizán ellenállás emlékműveinek felállításán volt. A hatóságok elsősorban arra törekedtek, hogy a náci és fasiszta megszállókat mutassák be főbűnösökkként, a hazai kollaboránsok pedig csak másodlagos szereplők voltak. A „testvériség és egység” nevében nem hangsúlyozták az usztasák és csetnikek áldozatainak etnikai hovatartozását sem. Míg a Jasenovac áldozataira vonatkozó becslések abbamaradtak, Goldstein megjegyzi, hogy bizonyos részleteket – például Riffer, Miliša, Ciliga, Von Horstenau és Diana Budisavljević Jasenovachoz kapcsolódó emlékiratait – szinte soha nem tették közzé.

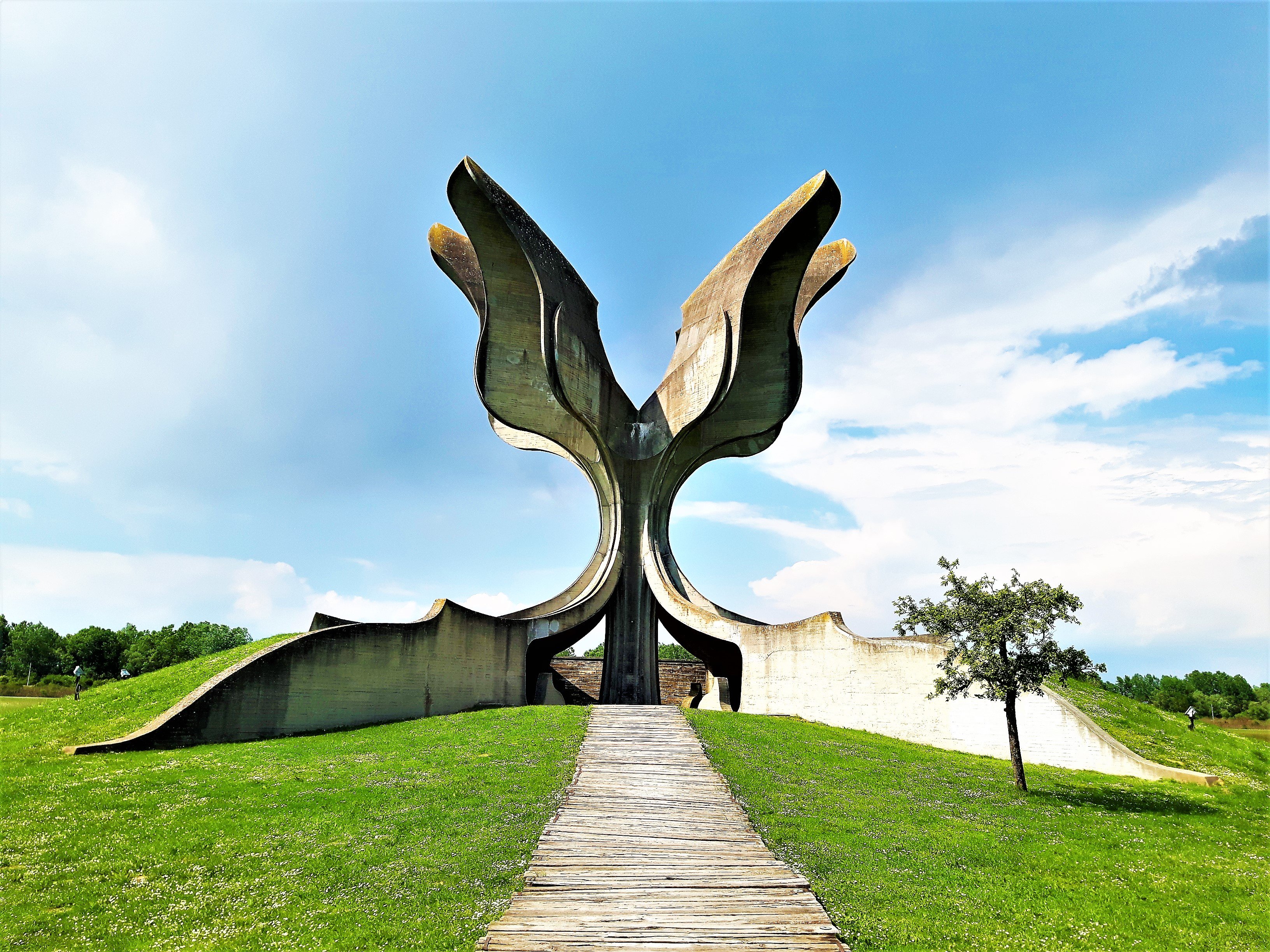
Az emlékhely központi szimbóluma, a Virág-emlékmű

A Jasenovaci Emlékhelyet a Jugoszláv Háborús Veteránok Szervezeteinek Szövetsége kezdeményezésére csak 1960-ban hozták létre. Központi szimbóluma a Bogdan Bogdanovic által tervezett „Virág-emlékmű,” az „örök megújulást” jelképezi, az emléktáblára Ivan Goran Kovačić horvát partizán költő „A gödör” című háborúellenes költeménye van ráírva.
1968-ban a múzeumot emlékhellyé nyilvánították, ahol a kiállítás az áldozatokra fókuszált.  A Horvát Szocialista Köztársaság 1990-ben, röviddel az országban megtartott első demokratikus választások előtt új törvényt fogadott el a jasenovaci emlékhelyről. Amikor abban az évben Franjo Tuđmant megválasztották Horvátország elnökévé, előtérbe kerültek a koncentrációs tábor történetével kapcsolatos revizionista nézetek. Az emlékmű natúrparki státuszát megszüntették, finanszírozását pedig csökkentették. Miután Horvátország 1991 júniusában kikiáltotta függetlenségét és kilépett a Jugoszláv Föderációból, az emlékhely két különálló országban találta magát. Donja gradinai része Bosznia-Hercegovinához került, amely akkor még Jugoszláviához tartozott.
Simo Brdar, a Jasenovaci Emlékhely igazgatóhelyettese kételkedett abban, hogy a nacionalisták által uralt horvát hatóságok elkötelezettek a koncentrációs tábor műtárgyainak és dokumentációinak megőrzése mellett. 1991 augusztusában az anyagok egy részét Bosznia-Hercegovinába szállította. Ahogy a délszláv háborúk kibontakoztak, a horvát erők 1991 szeptemberében megrongálták, lerombolták és kifosztották az emlékhelyet és annak múzeumát. A Jugoszláv Néphadsereg egy hónap után űzte ki őket Jasenovacból. Brdar visszatért a helyszínre, és összegyűjtötte, ami megmaradt a múzeum kiállításaiból és dokumentációjából. A gyűjtemény darabjait 1999-ig őrizte, amikor a Boszniai Szerb Köztársaság Levéltárában helyezték el őket. A horvátok pusztításáról szóló beszámolót azonban vitatták a horvát források, melyek szerint az emlékmúzeumot a szerb félkatonai egységek pusztították el, miután a Krajinai Szerb Köztársaság hadserege október 8-án bevonult Jasenovacba és azt állították, hogy az emlékhely archívuma, múzeumi és dokumentum anyagai nem semmisültek meg, hanem megőrizték, majd 1997 áprilisában egy belgrádi múzeumi kiállításon használták fel őket.
1996-ban Franjo Tuđman elnök bejelentette, hogy az Usztasa testületeit áttelepíti Jasenovacba, a terv az Egyesült Államok, Izrael, a Nemzetközi Zsidó Közösség és a horvát baloldaliak tiltakozásához vezetett, így azt elvetették. 2000 végén a gyűjtemény a Boszniai Szerb Köztársaság kormányával kötött megállapodást követően az Egyesült Államok Holokauszt Emlékmúzeumába (USHMM) került. Egy évvel később az USHMM a gyűjteményt Horvátországba szállította, és a Jasenovaci Emlékhelynek adta. Móse Kacav izraeli elnök 2003-ban Jasenovacba látogatott. Ő volt az első izraeli államfő, aki hivatalosan is ellátogatott az országba.
2004-ben a jasenovaci megemlékezésen a horvát hatóságok új terveket mutattak be az emlékhelyre vonatkozóan, megváltoztatva a múzeum koncepcióját és a tartalom egy részét. Az emlékhely igazgatója, Nataša Jovičić elmagyarázta, hogyan változtatják meg az állandó múzeumi kiállítást, hogy elkerüljék a félelem kiváltását, és megszűnjön a gyilkosságok módszereinek (kalapáccsal, tőrrel stb.) bemutatása. Ehelyett inkább az egyéni sorsokra, volt rabok személyes történeteire koncentrálnak. Gebhard Weiss, Németország akkori horvátországi nagykövete szkepticizmusát fejezte ki „a rémuralom explicit fényképeinek eltávolításával kapcsolatban”.
A New York City Parks Department, a Holocaust Park Bizottság és a Jasenovac Research Institute az Egyesült Államok volt képviselőjének, Anthony Weinernek a segítségével 2005 áprilisában (a háború hatvanadik évfordulóján) új köztéri emlékművet állított fel Jasenovac áldozatainak és a táborok felszabadításának emlékére. A felszentelési ceremónián tíz jugoszláv holokauszt-túlélő, valamint Szerbia, Bosznia-Hercegovina és Izrael diplomatái vettek részt. Jasenovac áldozatainak ez az egyetlen köztéri emlékműve, mely a Balkánon kívül áll. Ott minden áprilisban megemlékezéseket tartanak.
A Jasenovaci Emlékmúzeum 2006 novemberében nyílt meg újra a Helena Paver Njirić horvát építész által tervezett új kiállítással és a Produkcija cég által tervezett oktatási központtal. Az emlékmúzeum berendezését gumival bevont acélmodulok, videó- és vetítővásznak, valamint a tábor műtárgyait bemutató üveges vitrinek képezik. A meglehetősen sötét kiállítótér felett üvegtáblákból álló mező található, amelyen az áldozatok nevei szerepelnek. A múzeumban végzett munkájáért Njirić a 2006-os zágrábi építészeti szalon első díját nyerte el. Az új kiállítást azonban Efraim Zuroff „posztmodern szemétnek” minősítette, és bírálta az usztasa gyilkolóeszközök eltávolítását, valamint az ideológiai magyarázatok hiányát, amelyek a horvát emberek nevében elkövetett bűncselekményekhez vezettek. Simon Peresz izraeli elnök 2010. július 25-én látogatott el Jasenovacba, és „a puszta szadizmus demonstrációjának” nevezte azt.
2011. április 17-én egy megemlékezési szertartáson Ivo Josipović volt horvát elnök arra figyelmeztetett, hogy „szembesülve azzal a pusztító igazsággal, hogy a horvát nép egyes tagjai mire voltak képesek, kísérletek történtek a jasenovaci áldozatok számának drasztikus csökkentésére… A legkegyetlenebb bűncselekmények elkövetésével kapcsolatban azt akarom mondani, hogy mindannyian felelősek vagyunk tetteinkért.” Ugyanezen az ünnepségen Jadranka Kosor horvát miniszterelnök azt mondta: „Nincs mentség a bűncselekményekre, ezért a horvát kormány határozottan elutasít és elítél minden történelmi revizionizmusra és a fasiszta ideológia rehabilitációjára irányuló kísérletet, a totalitarizmus, a szélsőségesség és a radikalizmus minden formáját. ... Pavelić rezsimje a gonoszság, a gyűlölet és az intolerancia rezsimje volt, amelyben az embereket fajuk, vallásuk, nemzetiségük, politikai meggyőződésük miatt bántalmazták és megölték, mert ők mások és különbözőek voltak.”

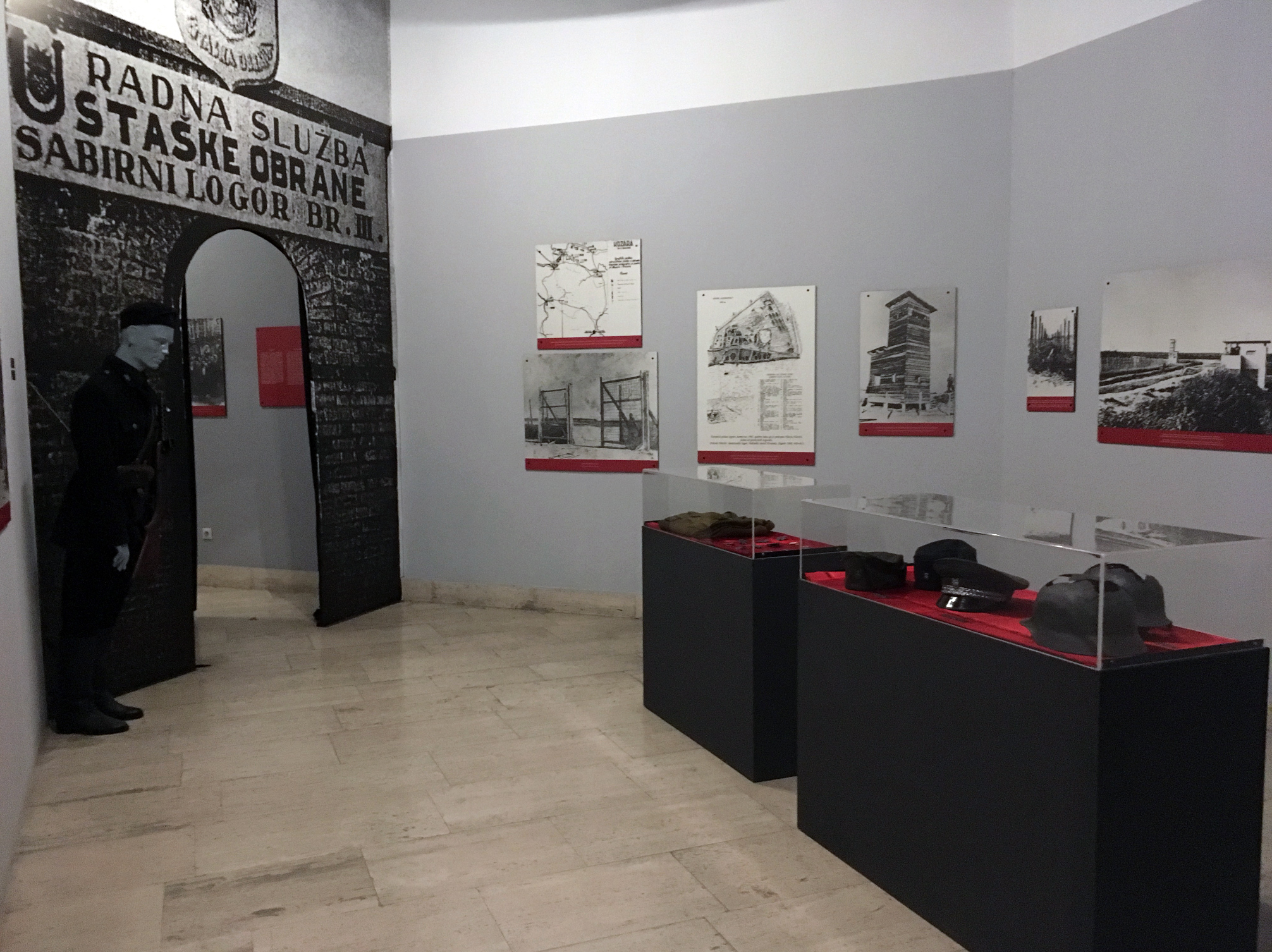
A múzeum kiállításának részlete

2020-ban az Egyesült Államok külügyminisztériuma kiadta a JUST Act jelentését, amely áttekinti a holokauszt-túlélők igazságszolgáltatása érdekében tett erőfeszítéseket. A jelentés megállapítja, hogy míg a Jasenovaci Emlékhelyen és a múzeumban található információk „megfelelően összpontosítanak az áldozatokra, az állandó kiállításból különösen hiányzik a szükséges történelmi és kulturális kontextus, mint például Horvátországnak holokausztban betöltött szerepére vonatkozó információk, az NDH kialakulásának és népszerűségének, valamint a Horvátországon belül elkövetett bűncselekményeknek teljes terjedelmében történő bemutatása”.

## Viták Jasenovac megítélésében
1986-ban a Szerb Tudományos és Művészeti Akadémia delegációjának látogatása után új kiállítást rendeztek be a múzeumban. A kiállítás nagyméretű fényképeket tartalmazott, amelyeken holttesteket és erőszakot ábrázoltak. Ehhez kapcsolódott egy vándorkiállítás „A holtak kinyitják az élők szemét” címmel. A kiállítás a JNA laktanyába került, és a 90-es évek elején a szerb katonák által is megtekinthető volt. Az egyik fénykép felírása így szólt: „Gyermekeket öltek meg a bölcsőben, majd késekkel, baltákkal és borotvákkal vagdalták őket, szuronyra döfték, a jasenovaci krematóriumban elégették, és bográcsban levest főztek belőlük". A kiállítás oktatás helyett propagandaeszközként szolgált – írja Nataša Jovičić tudós.
Zsidó és szerb szervezetek, horvát történészek és antifasiszták, valamint nemzetközi megfigyelők többször is figyelmeztettek a horvátországi revizionizmusra és a holokauszt tagadására. A legújabb példák közé tartozik Maks Luburićról, a „horvát lovag”-ról szóló könyv kiadása. Luburić az összes usztasa koncentrációs tábor vezetője volt, beleértve a jasenovacit is, több mint 100 000 halálesetért volt felelős. Készült egy dokumentumfilm is, amely kisebbíti a gyermekek halálát az usztasa koncentrációs táborokban. A Luburić-könyvet a horvát katolikus egyház segítségével népszerűsítették, és az egyházi források minimalizálták a gyerekek koncentrációs táborokban való halálozását.
A horvát történészek megjegyezték, hogy az egyház vezető szerepet tölt be a revizionizmus előmozdításában és az usztasa bűneinek kisebbítésében. 2013-ban a fő horvát katolikus egyház újság, a Glas Koncila sorozatot jelentetett meg Jasenovacról, a Jasenovac-tagadó Igor Vukić tollából, aki azt állította, Jasenovac "csupán munkatábor volt", ahol nem történtek tömeges kivégzések. 2015-ben a Horvát Püspöki Konferencia vezetője kérte, hogy a horvát hadsereg vezesse be az usztasa „Za dom spremni” (Készen a hazáért!) köszöntést. 2020-ban a horvát katolikus érsekségek hivatalos lapja, a Glas Koncila újabb sorozatot jelentetett meg, amely zsidóktól és más foglyoktól származó kirívóan torz és válogatott idézetekkel Jasenovac-, sőt a holokauszt tagadásáról szólt, ezzel próbálva ismét azt állítani, hogy Jasenovacon nem történt tömeges megsemmisítés.
A történészek bírálták a horvát kormány által finanszírozott Jasenovac-tagadó szervezeteket, mint például a „Jasenovaci hármas tábor kutatási társasága”, amelyekben olyan „publicisták” is vannak, mint például Igor Vukić. Goran Hutinec, a Zágrábi Egyetem történésze megjegyzi, hogy Vukić nagymértékben elferdíti az igazságot, többek között Jasenovac túlélőinek könyveire, például Milko Rifferre hivatkozik, annak „bizonyítékaként”, hogy Jasenovacon nem történt tömeggyilkosság, miközben éppen ellenkezőleg, a könyvek szemtanúk beszámolóit írják le a többezres állatias gyilkosságról, valamint romák tízezreinek kiirtásáról Jasenovacon. A horvát állami televízió (HTV) szintén kritika nélkül mutatta be a Jasenovac-tagadókat Roman Leljak című műsorában.
A HOS, a horvát háborús veteránok szervezete 2016-ban emléktáblát helyezett el Jasenovacon az usztasák tiszteletére „Za dom spremni” köszöntést tartalmató felirattal, amely a náci „Sieg Heil” köszöntésnek felelt meg (ugyanez a köszöntés függött a zágrábi átmeneti táboron, melyen keresztül a zsidókat az usztasa haláltáborokba küldték). A zsidó, szerb és horvát antifasiszta szervezetek tiltakozása ellenére a táblát Jasenovacon hagyták mindaddig, amíg az Egyesült Államok külügyminisztériumának holokauszt-ügyekkel foglalkozó különmegbízottja is bírálta,  arra kényszerítve a horvát kormányt, hogy áthelyezze azt egy közeli városba. Ennek, valamint a kormánynak az usztasa bűncselekmények iránti toleranciájával kapcsolatos állítások következtében a második világháborús zsidó, szerb és horvát ellenállási csoportok megtagadták a kormány képviselőivel együtt való megjelenést az éves jasenovaci megemlékezésen.
2016-ban a filmrendező, Jakov Sedlar kiadott egy revizionista dokumentumfilmet „Jasenovac – az igazság” címmel, amelyben minimálisra csökkentette a tábor halálos áldozatainak számát, miközben feltalált egy „háború utáni Jasenovacot”, amelyben a partizánok állítólag horvátokat öltek meg. A premieren a kormányzó horvát HDZ párt 4 minisztere, köztük Zlatko Hasanbegović kulturális miniszter is részt vett, és méltatta a készítőket. A történészek megjegyezték, hogy a film sok hazugságot és kitalációt tartalmazott, köztük egy hamisított újságcímet, amely azt hirdeti, hogy a felfedezett „háború utáni Jasenovac” holttestei a több mint 60 mérfölddel feljebb fekvő, Zágrábig úsztak a folyón. The Israeli ambassador condemned the film, Az izraeli nagykövet elítélte a filmet, míg Zágráb polgármestere, Milan Bandič a zsidó csoportok tiltakozása közepette Sedlarnak ítélte oda Zágráb városának díját, míg a zágrábi egyetem elnöke, Damir Boras kinevezte Sedlart kulturális tanácsadójának.

## Jasenovac a filmen és az irodalomban
- A tábor túlélőjének és írójának, Zaim Topčićnak a regénye a „Ljudolovka Jasenovac”, amely 1985-ben jelent meg. Topčić 1943-ban került a táborba, és azon kevesek egyike volt, akik túlélték azt.[264]
- A „Remake” egy 2003-ban készített bosnyák háborús film, amelyet Dino Mustafić rendezett, forgatókönyvét Zlatko Topčić írta. A film egy része a tábort tematizálja.[265]
- A tábor túlélőjének Ilija Ivanovićnak a könyve a „Witness to Jasenovac's Hell” (A jasenovaci pokol tanúja), melyet 2002-ben angol nyelven adtak ki. A szerző egy nyolcéves, a táborba deportált fiú élményeit meséli el. Ő azon kevesek egyike, akik túlélték a táborból való szökést.[266]
- A „44 hónap Jasenovacban” a tábor egy másik túlélőjének, Egon Bergernek a könyve, amely 1966-ban jelent meg szerbhorvátul, 2016-ban pedig angolul.[267] Berger szerint 1942 júniusa és novembere között a táborban 250 000 embert öltek meg.
- Predrag Antonijević által rendezett történelmi dráma „Dara iz Jasenovca” című film, amelynek 2020-as bemutatója egybeesett a tábor felszabadításának 75. évfordulójával. Az első modern holokauszt-film Jasenovacról, a főszerepben a Luburić parancsnokot megszemélyesítő Marko Janketić-csel, és a Filipovićot megszemélyesítő Vuk Kotić-csal.[268]

### Folyóiratok
- Božović, Branislav. Specijalna policija i stradanje Jevreja u okupiranom Beogradu 1941–1944 [archivált változat] (horvát nyelven). Federation of Jewish Communities of Serbia (2003). ISBN 86-903751-0-4. Hozzáférés ideje: 2022. július 25. [archiválás ideje: 2022. július 25.]
- Breitman, Richard. U.S. Intelligence and the Nazis. Cambridge University Press (2005). ISBN 0-521-61794-4
- Bulajić, Milan. Jasenovac: The Jewish-Serbian Holocaust (the role of the Vatican) in Nazi-Ustasha Croatia (1941-1945). Belgrade: Fund for Genocide Research, Stručna knjiga (2002). ISBN 9788641902211
- Crowe, David M.. Crimes of State Past and Present: Government-Sponsored Atrocities and International Legal Responses. Routledge (2013). ISBN 978-131-7986-82-9
- Dedijer, Vladimir. The Yugoslav Auschwitz and the Vatican: The Croatian Massacre of the Serbs During World War II ford.: Kendall, Harvey:. Prometheus Books (1992). ISBN 978-0-87975-752-6
- Goldstein, Ivo. Židovi u Zagrebu 1918 – 1941.. Zagreb: Novi Liber (2005). ISBN 953-6045-23-0
- Goldstein, Ivo. Jasenovac (horvát nyelven). Fraktura (2018. március 20.). ISBN 978-953-266-987-9
- Goldstein, Slavko. 1941. – godina koja se vraća. Zagreb: Novi Liber (2007). ISBN 978-953-6045-48-8
- The Holocaust in Croatia. University of Pittsburgh Press (2016. március 20.). ISBN 978-082-2944-51-5
- Jasenovac: tragika, mitomanija, istina (angol nyelven). Fraktura (2016. március 20.). ISBN 978-953-266-709-7
- Israeli, Raphael. The Death Camps of Croatia: Visions and Revisions, 1941–1945. Piscataway, New Jersey: Transaction Publishers (2013). ISBN 9781412849753
- Kolstø, Pål (2011), "The Serbian-Croatian Controversy over Jasenovac", in Ramet, Sabrina P., Serbia and the Serbs in World War Two, Palgrave Macmillan UK, pp. 225–246
- Korb, Alexander. A Multipronged Attack: Ustaša Persecution of Serbs, Jews, and Roma in Wartime Croatia, Eradicating Differences: The Treatment of Minorities in Nazi-Dominated Europe. Newcastle upon Tyne: Cambridge Scholars Publishing, 145–163. o. (2010). ISBN 9781443824491
- Lemkin, Raphael. Axis Rule in Occupied Europe. The Lawbook Exchange, Ltd (2008). ISBN 9781584779018
- Mataušić, Nataša. Jasenovac, fotomonografija. Zagreb: Jasenovac Memorial Area (2008). ISBN 978-953-99169-4-5
- Paris, Edmond. Genocide in Satellite Croatia, 1941–1945: A Record of Racial and Religious Persecutions and Massacres. Chicago: American Institute for Balkan Affairs (1961)
- Pavlowitch, Stevan K.. Hitler's New Disorder: The Second World War in Yugoslavia. New York: Columbia University Press (2008). ISBN 978-1-85065-895-5
- Jasenovac, {{{title}}} (héber nyelven). Jerusalem: Yad Vashem (1990)
- Sećanja jevreja na logor Jasenovac (szerb nyelven). Belgrade: Savez jevrejskih opština Jugoslavije (1985)
- Encyclopedia of the Holocaust (1995)
- Tomasevich, Jozo. War and Revolution in Yugoslavia, 1941–1945: Occupation and Collaboration. San Francisco: Stanford University Press (2001). ISBN 0804736154
- Tomasevich, Jozo. War and Revolution in Yugoslavia 1941–1945: The Chetniks, Volume 1. Stanford University Press (1975). ISBN 978-0-8047-0857-9
- Walasek, Helen. Jasenovac Memorial Site, Bosnia and the Destruction of Cultural Heritage. Ashgate Publishing (2015). ISBN 978-1-4094-3704-8
- Utopias of Nation: Local Mass Killing in Bosnia and Herzegovina, 1941–42 (angol nyelven). Coronet Books Incorporated, 253. o. (2005. március 20.). ISBN 978-91-554-6302-1
- Radonić, Ljiljana (2009), "Krieg um die Erinnerung an das KZ Jasenovac: Kroatische Vergangenheitspolitik zwischen Revisionismus und europäischen Standards", Kulturen der Differenz - Transformationsprozesse in Zentraleuropa Nach 1989 (V&R unipress / Vienna University Press), ISBN 978-3-89971-714-3
- Pavasović Trošt, Tamara. War Crimes as Political Tools: Bleiburg and Jasenovac in History Textbooks 1973 – 2012, History and Politics in the Western Balkans: Changes at the Turn of the Millennium (angol nyelven), 13–47. o. (2013. január 1.). ISBN 978-86-89761-00-9
- Born, Hanspeter. Für die Richtigkeit: Kurt Waldheim. Schneekluth (1987). ISBN 978-3-7951-1055-0
- Alexander, Stella. The Triple Myth: A Life of Archbishop Alojzije Stepinac (angol nyelven). East European Monographs (1987. március 20.). ISBN 978-0-88033-122-7
- Goldstein, Slavko. 1941: The Year that Keeps Returning (angol nyelven). New York Review of Books (2013. március 20.). ISBN 978-1-59017-673-3
- McCormick, Robert B.. Croatia Under Ante Pavelić: America, the Ustase and Croatian Genocide. London-New York: I.B. Tauris (2014). ISBN 9780857725356
- The Holocaust, Fascism and Memory: Essays in the History of Ideas. Palgrave Macmillan, 148. o. (2013. március 20.). ISBN 978-1-13702-952-2[halott link]
- The Holocaust: An Encyclopedia and Document Collection. ABC-CLIO, 327. o. (2017. március 20.). ISBN 978-1-44084-084-5
- Behind Barbed Wire: An Encyclopedia of Concentration and Prisoner-of-War Camps. ABC-CLIO, 161. o. (2018. március 20.). ISBN 978-1-44085-762-1
- Bergholz, Max. Violence as a Generative Force: Identity, Nationalism, and Memory in a Balkan Community (angol nyelven). Cornell University Press (2016). ISBN 978-1-5017-0643-1
- Kallis, Aristotle. Genocide and Fascism: The Eliminationist Drive in Fascist Europe. New York: Routledge (2009)
- Searching for Justice After the Holocaust: Fulfilling the Terezin Declaration and Immovable Property Restitution. Oxford University Press (2019)
- Mylonas, Christos. Serbian Orthodox Fundamentals: The Quest for an Eternal Identity. Budapest: Central European University Press (2003). ISBN 978-963-9241-61-9
- Century of genocide: critical essays and eyewitness accounts (1997. március 20.). ISBN 0-203-89043-4
- The Library of Congress World War II Companion. Simon & Schuster (2007). ISBN 978-0-7432-5219-5
- Hunt, Dave. Das Abschlachten der Serben, Die Frau und das Tier Geschichte, Gegenwart und Zukunft der römischen Kirche. Eugene, Oregon: Harvest House Publishers (1994)
- Nikolić, Nikola. Taborišče smrti – Jasenovac (szlovén nyelven) ford.: Jože Zupančić:. Ljubljana: Založba "Borec" (1969)
- Ryan, Allan A.. Quiet Neighbors: Prosecuting Nazi War Criminals in America. Harcourt Brace Jovanovich (1984)
- Zaboravljeni: Knjiga o posljednjim jasenovačkim logorašima (angol nyelven). Spomen-područje Jasenovac (2015. március 20.). ISBN 978-953-7895-06-8
- Tomasevich, Jozo. War and Revolution in Yugoslavia, 1941–1945: Occupation and Collaboration (angol nyelven). Stanford University Press (2002. március 20.). ISBN 978-0-8047-7924-1
- Riffer, Milko. Grad mrtvih: Jasenovac 1943 (horvát nyelven). Nakladni zavod Hrvatske (1946. március 20.)
- Walters, Guy. Hunting Evil: The Nazi War Criminals Who Escaped and the Quest to Bring Them to Justice (2010. május 4.). ISBN 9780307592484
- Zečević, Aleksandar. Amendments I to the Charter of the United Nations (2004). ISBN 9788690575329
- Bulajić, Milan. Jasenovac-1945-2005/06: 60/61.-godišnjica herojskog proboja zatočenika 22. aprila 1945 : dani sećanja na žrtve genocida nad jermenskim, grčkim, srpskim, jevrejskim i romskim narodima. Pešić i sinovi (2006). ISBN 9788675400691
- Bousfield, Jonathan. Croatia. Rough Guides (2003). ISBN 1843530848
- Geddes, Andrew. The European Union and South East Europe: The Dynamics of Europeanization and Multilevel Governance (2013. május 2.). ISBN 9781136281570
- Anzulovic, Branimir. Heavenly Serbia: From Myth to Genocide. London, UK: Hurst & Company (1999). ISBN 1-85065-342-9
- Kočović, Bogoljub. Sahrana jednog mita. Žrtve Drugog svetskog rata u Jugoslaviji (2005)
- Nationalism and Terror: Ante Pavelić and Ustasha Terrorism from Fascism to the Cold War. Central European University Press (2018. március 20.). ISBN 978-9-63386-206-3
- Balkan Holocausts?: Serbian and Croatian Victim Centered Propaganda and the War in Yugoslavia. Manchester University Press (2002. március 20.). ISBN 978-0-71906-467-8
- MacDonald, David Bruce. Balkan Holocausts?: Serbian and Croatian victim centred propaganda and the war in Yugoslavia (angol nyelven). Manchester University Press (2003. március 20.). ISBN 978-0-7190-6466-1
- Biondich, Matt. Persecution of Roma-Sinti in Croatia, 1941–1945, Roma and Sinti - Under-Studied Victims of Nazism - Symposium Proceedings. United States Holocaust Memorial Museum Center for Advanced Holocaust Studies, 33–47. o. (2002). OCLC 50681504
- Mojzes, Paul. Balkan Genocides: Holocaust and Ethnic Cleansing in the 20th Century. Lanham: Rowman & Littlefield (2011). ISBN 9781442206632
- Frucht Levy, Michele. 'The Last Bullet for the Last Serb': The Ustaša Genocide against Serbs: 1941–1945, Crimes of State Past and Present: Government-Sponsored Atrocities and International Legal Responses. Routledge, 54–84. o. (2011). ISBN 9781317986829

### Újabb források
- Božović, Branislav. Specijalna policija i stradanje Jevreja u okupiranom Beogradu 1941–1944 [archivált változat] (horvát nyelven). Federation of Jewish Communities of Serbia (2003). ISBN 86-903751-0-4. Hozzáférés ideje: 2022. július 25. [archiválás ideje: 2022. július 25.]
- Breitman, Richard. U.S. Intelligence and the Nazis. Cambridge University Press (2005). ISBN 0-521-61794-4
- Bulajić, Milan. Jasenovac: The Jewish-Serbian Holocaust (the role of the Vatican) in Nazi-Ustasha Croatia (1941-1945). Belgrade: Fund for Genocide Research, Stručna knjiga (2002). ISBN 9788641902211
- Crowe, David M.. Crimes of State Past and Present: Government-Sponsored Atrocities and International Legal Responses. Routledge (2013). ISBN 978-131-7986-82-9
- Dedijer, Vladimir. The Yugoslav Auschwitz and the Vatican: The Croatian Massacre of the Serbs During World War II ford.: Kendall, Harvey:. Prometheus Books (1992). ISBN 978-0-87975-752-6
- Goldstein, Ivo. Židovi u Zagrebu 1918 – 1941.. Zagreb: Novi Liber (2005). ISBN 953-6045-23-0
- Goldstein, Ivo. Jasenovac (horvát nyelven). Fraktura (2018. március 20.). ISBN 978-953-266-987-9
- Goldstein, Slavko. 1941. – godina koja se vraća. Zagreb: Novi Liber (2007). ISBN 978-953-6045-48-8
- The Holocaust in Croatia. University of Pittsburgh Press (2016. március 20.). ISBN 978-082-2944-51-5
- Jasenovac: tragika, mitomanija, istina (angol nyelven). Fraktura (2016. március 20.). ISBN 978-953-266-709-7
- Israeli, Raphael. The Death Camps of Croatia: Visions and Revisions, 1941–1945. Piscataway, New Jersey: Transaction Publishers (2013). ISBN 9781412849753
- Kolstø, Pål (2011), "The Serbian-Croatian Controversy over Jasenovac", in Ramet, Sabrina P., Serbia and the Serbs in World War Two, Palgrave Macmillan UK, pp. 225–246
- Korb, Alexander. A Multipronged Attack: Ustaša Persecution of Serbs, Jews, and Roma in Wartime Croatia, Eradicating Differences: The Treatment of Minorities in Nazi-Dominated Europe. Newcastle upon Tyne: Cambridge Scholars Publishing, 145–163. o. (2010). ISBN 9781443824491
- Lemkin, Raphael. Axis Rule in Occupied Europe. The Lawbook Exchange, Ltd (2008). ISBN 9781584779018
- Mataušić, Nataša. Jasenovac, fotomonografija. Zagreb: Jasenovac Memorial Area (2008). ISBN 978-953-99169-4-5
- Paris, Edmond. Genocide in Satellite Croatia, 1941–1945: A Record of Racial and Religious Persecutions and Massacres. Chicago: American Institute for Balkan Affairs (1961)
- Pavlowitch, Stevan K.. Hitler's New Disorder: The Second World War in Yugoslavia. New York: Columbia University Press (2008). ISBN 978-1-85065-895-5
- Jasenovac, {{{title}}} (héber nyelven). Jerusalem: Yad Vashem (1990)
- Sećanja jevreja na logor Jasenovac (szerb nyelven). Belgrade: Savez jevrejskih opština Jugoslavije (1985)
- Encyclopedia of the Holocaust (1995)
- Tomasevich, Jozo. War and Revolution in Yugoslavia, 1941–1945: Occupation and Collaboration. San Francisco: Stanford University Press (2001). ISBN 0804736154
- Tomasevich, Jozo. War and Revolution in Yugoslavia 1941–1945: The Chetniks, Volume 1. Stanford University Press (1975). ISBN 978-0-8047-0857-9
- Walasek, Helen. Jasenovac Memorial Site, Bosnia and the Destruction of Cultural Heritage. Ashgate Publishing (2015). ISBN 978-1-4094-3704-8
- Utopias of Nation: Local Mass Killing in Bosnia and Herzegovina, 1941–42 (angol nyelven). Coronet Books Incorporated, 253. o. (2005. március 20.). ISBN 978-91-554-6302-1
- Radonić, Ljiljana (2009), "Krieg um die Erinnerung an das KZ Jasenovac: Kroatische Vergangenheitspolitik zwischen Revisionismus und europäischen Standards", Kulturen der Differenz - Transformationsprozesse in Zentraleuropa Nach 1989 (V&R unipress / Vienna University Press), ISBN 978-3-89971-714-3
- Pavasović Trošt, Tamara. War Crimes as Political Tools: Bleiburg and Jasenovac in History Textbooks 1973 – 2012, History and Politics in the Western Balkans: Changes at the Turn of the Millennium (angol nyelven), 13–47. o. (2013. január 1.). ISBN 978-86-89761-00-9
- Born, Hanspeter. Für die Richtigkeit: Kurt Waldheim. Schneekluth (1987). ISBN 978-3-7951-1055-0
- Alexander, Stella. The Triple Myth: A Life of Archbishop Alojzije Stepinac (angol nyelven). East European Monographs (1987. március 20.). ISBN 978-0-88033-122-7
- Goldstein, Slavko. 1941: The Year that Keeps Returning (angol nyelven). New York Review of Books (2013. március 20.). ISBN 978-1-59017-673-3
- McCormick, Robert B.. Croatia Under Ante Pavelić: America, the Ustase and Croatian Genocide. London-New York: I.B. Tauris (2014). ISBN 9780857725356
- The Holocaust, Fascism and Memory: Essays in the History of Ideas. Palgrave Macmillan, 148. o. (2013. március 20.). ISBN 978-1-13702-952-2[halott link]
- The Holocaust: An Encyclopedia and Document Collection. ABC-CLIO, 327. o. (2017. március 20.). ISBN 978-1-44084-084-5
- Behind Barbed Wire: An Encyclopedia of Concentration and Prisoner-of-War Camps. ABC-CLIO, 161. o. (2018. március 20.). ISBN 978-1-44085-762-1
- Bergholz, Max. Violence as a Generative Force: Identity, Nationalism, and Memory in a Balkan Community (angol nyelven). Cornell University Press (2016). ISBN 978-1-5017-0643-1
- Kallis, Aristotle. Genocide and Fascism: The Eliminationist Drive in Fascist Europe. New York: Routledge (2009)
- Searching for Justice After the Holocaust: Fulfilling the Terezin Declaration and Immovable Property Restitution. Oxford University Press (2019)
- Mylonas, Christos. Serbian Orthodox Fundamentals: The Quest for an Eternal Identity. Budapest: Central European University Press (2003). ISBN 978-963-9241-61-9
- Century of genocide: critical essays and eyewitness accounts (1997. március 20.). ISBN 0-203-89043-4
- The Library of Congress World War II Companion. Simon & Schuster (2007). ISBN 978-0-7432-5219-5
- Hunt, Dave. Das Abschlachten der Serben, Die Frau und das Tier Geschichte, Gegenwart und Zukunft der römischen Kirche. Eugene, Oregon: Harvest House Publishers (1994)
- Nikolić, Nikola. Taborišče smrti – Jasenovac (szlovén nyelven) ford.: Jože Zupančić:. Ljubljana: Založba "Borec" (1969)
- Ryan, Allan A.. Quiet Neighbors: Prosecuting Nazi War Criminals in America. Harcourt Brace Jovanovich (1984)
- Zaboravljeni: Knjiga o posljednjim jasenovačkim logorašima (angol nyelven). Spomen-područje Jasenovac (2015. március 20.). ISBN 978-953-7895-06-8
- Tomasevich, Jozo. War and Revolution in Yugoslavia, 1941–1945: Occupation and Collaboration (angol nyelven). Stanford University Press (2002. március 20.). ISBN 978-0-8047-7924-1
- Riffer, Milko. Grad mrtvih: Jasenovac 1943 (horvát nyelven). Nakladni zavod Hrvatske (1946. március 20.)
- Walters, Guy. Hunting Evil: The Nazi War Criminals Who Escaped and the Quest to Bring Them to Justice (2010. május 4.). ISBN 9780307592484
- Zečević, Aleksandar. Amendments I to the Charter of the United Nations (2004). ISBN 9788690575329
- Bulajić, Milan. Jasenovac-1945-2005/06: 60/61.-godišnjica herojskog proboja zatočenika 22. aprila 1945 : dani sećanja na žrtve genocida nad jermenskim, grčkim, srpskim, jevrejskim i romskim narodima. Pešić i sinovi (2006). ISBN 9788675400691
- Bousfield, Jonathan. Croatia. Rough Guides (2003). ISBN 1843530848
- Geddes, Andrew. The European Union and South East Europe: The Dynamics of Europeanization and Multilevel Governance (2013. május 2.). ISBN 9781136281570
- Anzulovic, Branimir. Heavenly Serbia: From Myth to Genocide. London, UK: Hurst & Company (1999). ISBN 1-85065-342-9
- Kočović, Bogoljub. Sahrana jednog mita. Žrtve Drugog svetskog rata u Jugoslaviji (2005)
- Nationalism and Terror: Ante Pavelić and Ustasha Terrorism from Fascism to the Cold War. Central European University Press (2018. március 20.). ISBN 978-9-63386-206-3
- Balkan Holocausts?: Serbian and Croatian Victim Centered Propaganda and the War in Yugoslavia. Manchester University Press (2002. március 20.). ISBN 978-0-71906-467-8
- MacDonald, David Bruce. Balkan Holocausts?: Serbian and Croatian victim centred propaganda and the war in Yugoslavia (angol nyelven). Manchester University Press (2003. március 20.). ISBN 978-0-7190-6466-1
- Biondich, Matt. Persecution of Roma-Sinti in Croatia, 1941–1945, Roma and Sinti - Under-Studied Victims of Nazism - Symposium Proceedings. United States Holocaust Memorial Museum Center for Advanced Holocaust Studies, 33–47. o. (2002). OCLC 50681504
- Mojzes, Paul. Balkan Genocides: Holocaust and Ethnic Cleansing in the 20th Century. Lanham: Rowman & Littlefield (2011). ISBN 9781442206632
- Frucht Levy, Michele. 'The Last Bullet for the Last Serb': The Ustaša Genocide against Serbs: 1941–1945, Crimes of State Past and Present: Government-Sponsored Atrocities and International Legal Responses. Routledge, 54–84. o. (2011). ISBN 9781317986829

### Weboldalak
- Official Website of the Jasenovac Memorial Site. (Hozzáférés: 2015. június 8.)
- List of individual victims of Jasenovac concentration camp. Jasenovac Memorial Site. (Hozzáférés: 2015. március 22.)
- Holocaust Encyclopedia: Jasenovac. United States Holocaust Memorial Museum. (Hozzáférés: 2015. június 8.)

## Fordítás
Ez a szócikk részben vagy egészben  a   Jasenovac concentration camp című angol Wikipédia-szócikk ezen változatának fordításán alapul.  Az eredeti cikk szerkesztőit annak laptörténete sorolja fel. Ez a jelzés csupán a megfogalmazás eredetét és a szerzői jogokat jelzi, nem szolgál a cikkben szereplő információk forrásmegjelöléseként.